# 갈라파고스땅거북
갈라파고스땅거북(Galapagos Tortoise)은 에콰도르령 갈라파고스 제도에만 서식하는 희귀종이자 국제적 멸종위기종에 등재된 파충류로서, 갈라파고스코끼리거북, 갈라파고스자이언트거북으로도 불린다.
지구상에 서식하는 모든 거북 종류 중 장수거북에 이어 두 번째로 몸집이 크며, 몸길이는 평균 1.4m 정도이며 최대 1.8m 정도까지 나가고, 무게는 평균 400~500kg이나 나간다. 등껍질은 갈색을 띄고 있고 세로로 길쭉한 육각형의 등고선 모양의 무늬이며, 가운데 부분이 볼록하게 튀어나와 있다. 평소에는 시속 0.2km로 느릿느릿하게 움직이지만 지구력이 강해 하루에 6 km 정도를 갈 수 있다. 냉혈 동물이기 때문에 1~2시간 정도 일광욕을 한다. 몸 안에 먹이와 물을 저장할 수 있기 때문에 일 년 동안 먹이를 입에 대지 않아도 생존할 수 있을 정도로 생존력이 뛰어나다. 수영은 기본적으로 가능하나 육생이며, 주식은 식물의 열매, 선인장, 이끼, 풀 등으로 여타 거북들과 같이 치아가 없으나 각질로 덮힌 입술 끝의 돌기 부분으로 풀이나 과일을 씹어먹는다. 곤충류나 거미를 잡아먹을 수도 있으나 먹이를 쫓는 능력이 전혀 발달하지 못해 주식으로 삼지는 못한다. 청각이 퇴화한 동물이다. 무리로 집단 생활을 하며, 수명은 매우 길어 180년 정도이다. 짝짓기철은 정해져 있지 않다.
대한민국에서는 2001년 9월 서울대공원이 에콰도르의 키토 동물원에서 기증받은 5살의 개체 한 쌍을 기증받아 일반에 공개했다. 2006년 나토, 2015년 키토마저 폐사했다. 나토는 서울대공원 내 제1아프리카관 내실에 유해를 박제된 형태로 남았지만, AZA 인증을 위한 리모델링 과정에서 없앴다. 한편 키토는 외로움을 느끼다가 코아티나 민며느리발톱거북과 합사되기도 했다.
각 섬에 여러 아종이 있으며, 공식적인 아종 13개 (Abingdon Island tortoise , Volcán Wolf tortoise , Chatham Island tortoise , James Island tortoise , Duncan Island tortoise , Sierra Negra tortoise , Hood Island tortoise , Volcán Darwin tortoise , Floreana Island/Charles Island tortoise , Narborough Island tortoise , Indefatigable Island tortoise , Volcán Alcedo tortoise Iguana Cove tortoise) 와 다소 논란이 있는 불분명한 아종 2개 ( Santa Fe Island tortoise , Rábida Island tortoise )를 포함하여 총 15개의 아종이 존재한다. 이 중에서 공식적인 아종 13종 중 Narborough Island tortoise을 포함 Floreana Island/Charles Island tortoise , 또 2012년 6월 24일에 세상을 떠난 핀타섬 코끼리 거북의 유일 개체 Lonesome George까지 총 3종이 멸종했으며 비공식 아종 2개 역시 모두 멸종하여 현재 15개의 아종 중 10개의 종이 존재할 뿐이다.
하지만 몇몇 사이트나 뉴스에서 가끔 15개의 아종 중 2종이 남획으로 인해 멸종되었다고 하는 글을 볼 수가 있는데 이는 비공식 아종을 포함하지 않으며 13개의 공식적인 종류 내에서 비교적 최근에 세상을 떠난 Lonesome George를 제외하고 하는 말이다.
또 추가적으로 산타크루즈 섬에서 살던 거북들이 한 개체라고 지금까지 믿어져 오다가 최근에서야 다른 유전자 구조를 가진 별개의 개체라는 연구 결과가 나왔지만 아직까지 갈라파고스 거북의 총 아종이 16개이며 멸종된 아종 5종을 포함해 남은 아종이 11종이라는 정보는 쉽사리 찾아 보기 힘들며 이는 좀 더 두고봐야할 연구결과라는 뜻이다.

## 사진

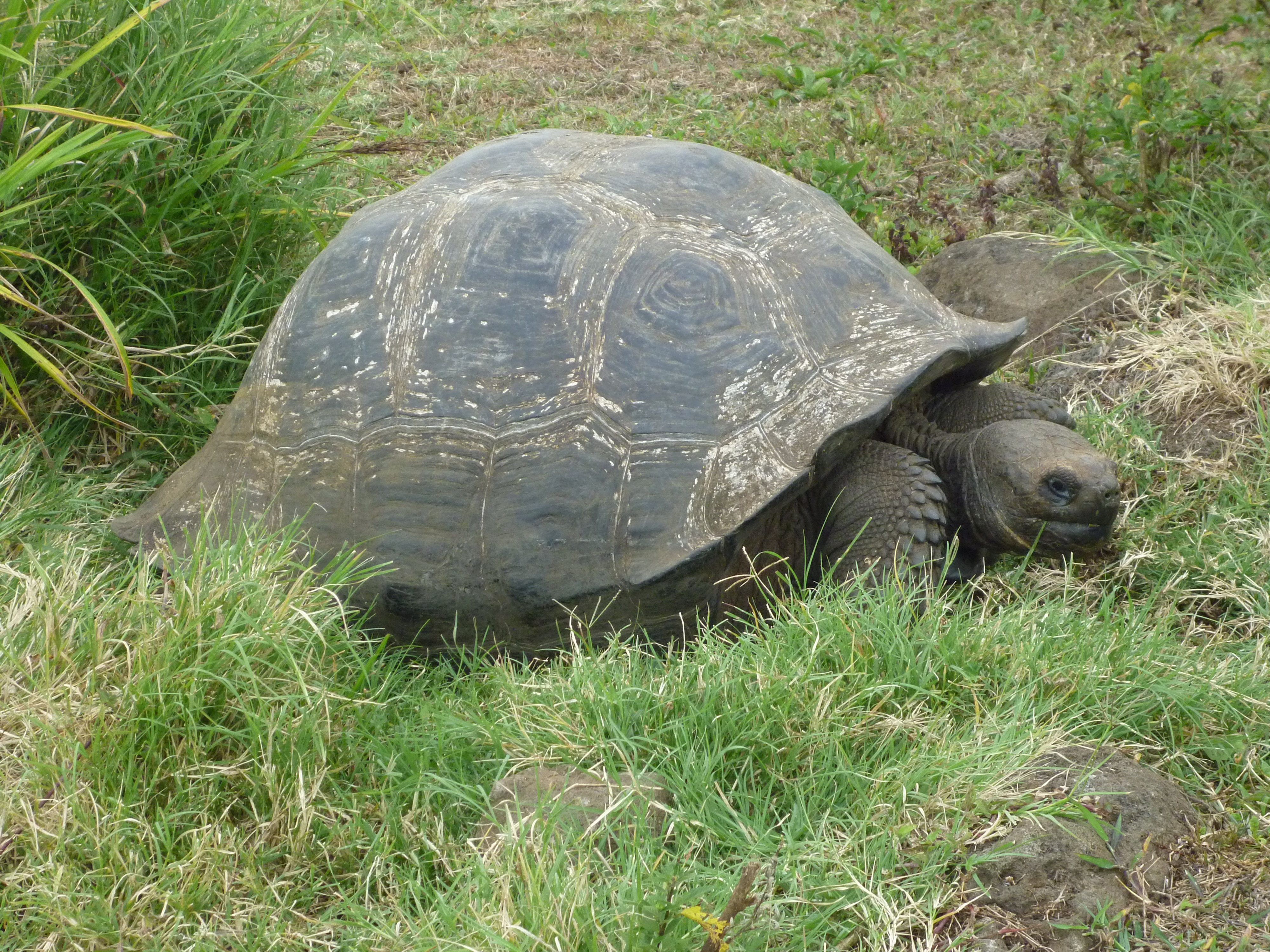
갈라파고스 제도
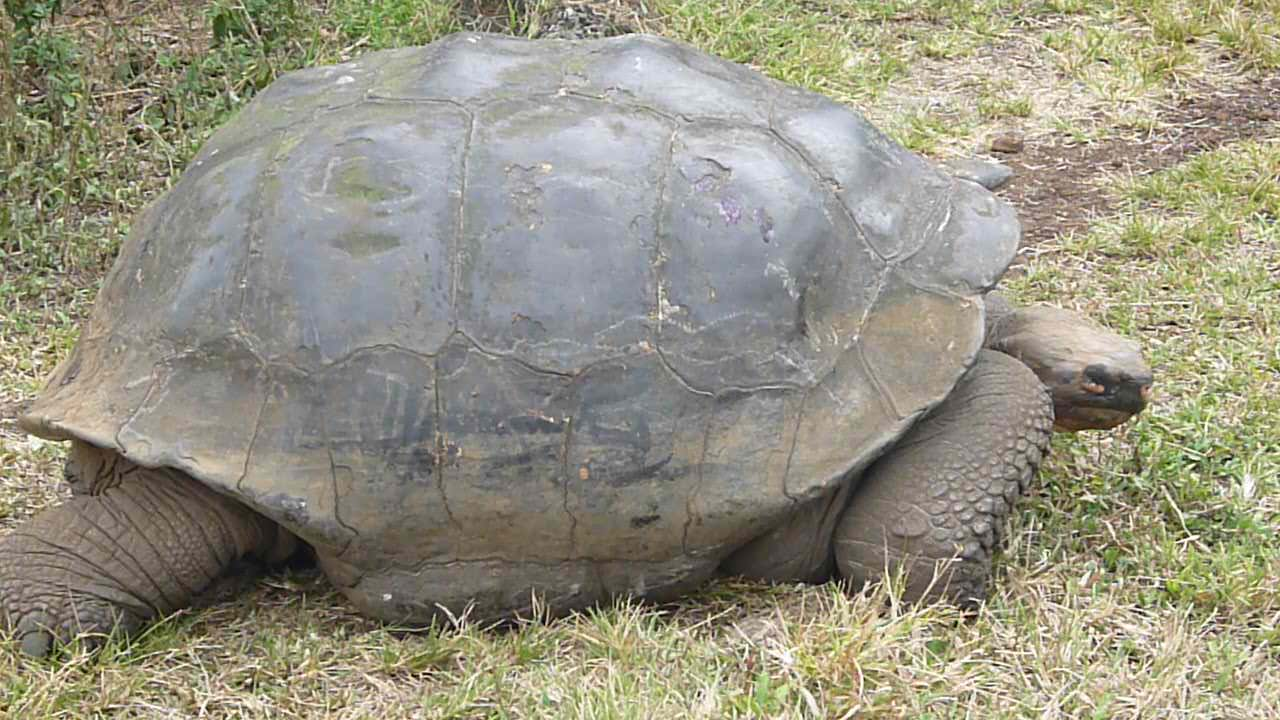
갈라파고스_제도
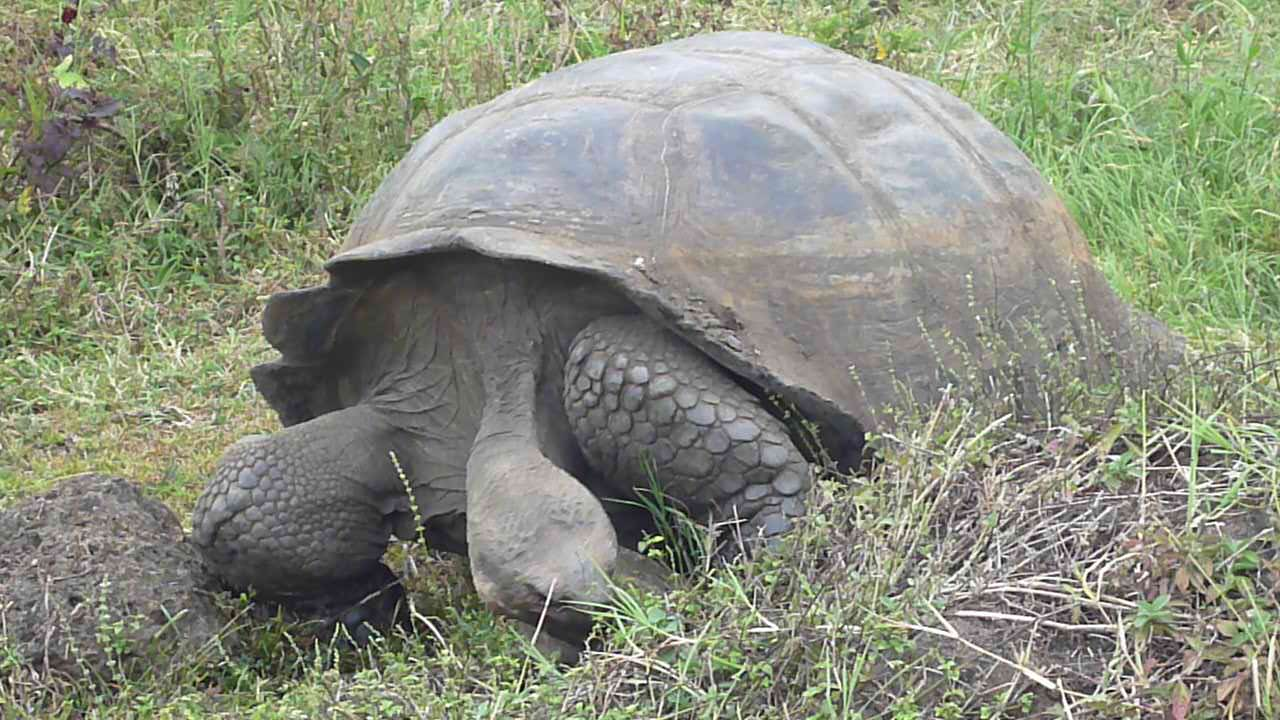
갈라파고스_제도
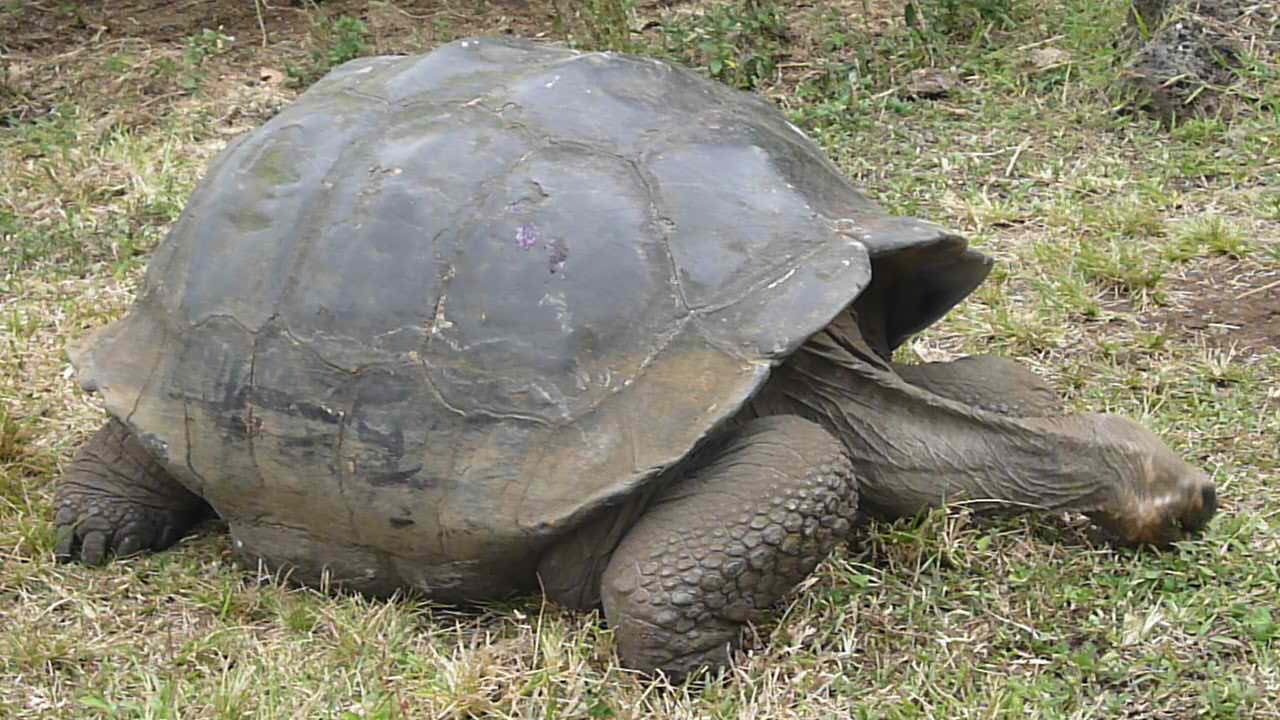
갈라파고스_제도
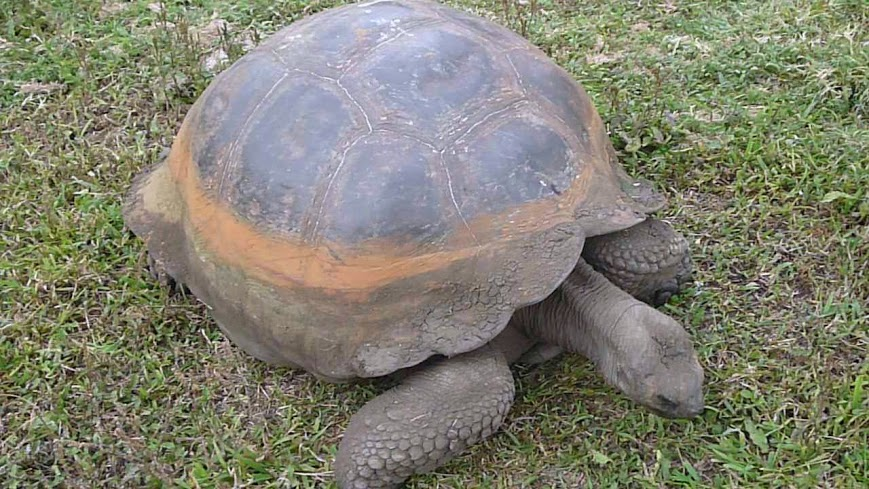
갈라파고스_제도
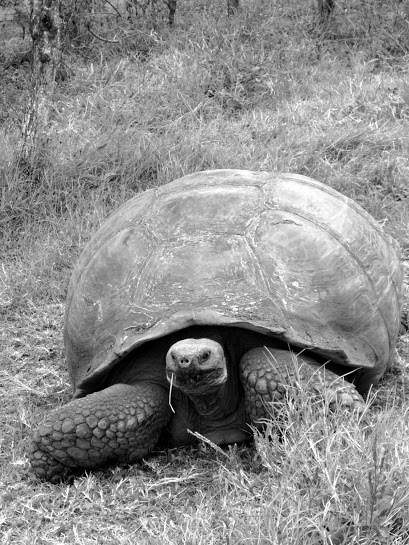
갈라파고스_제도
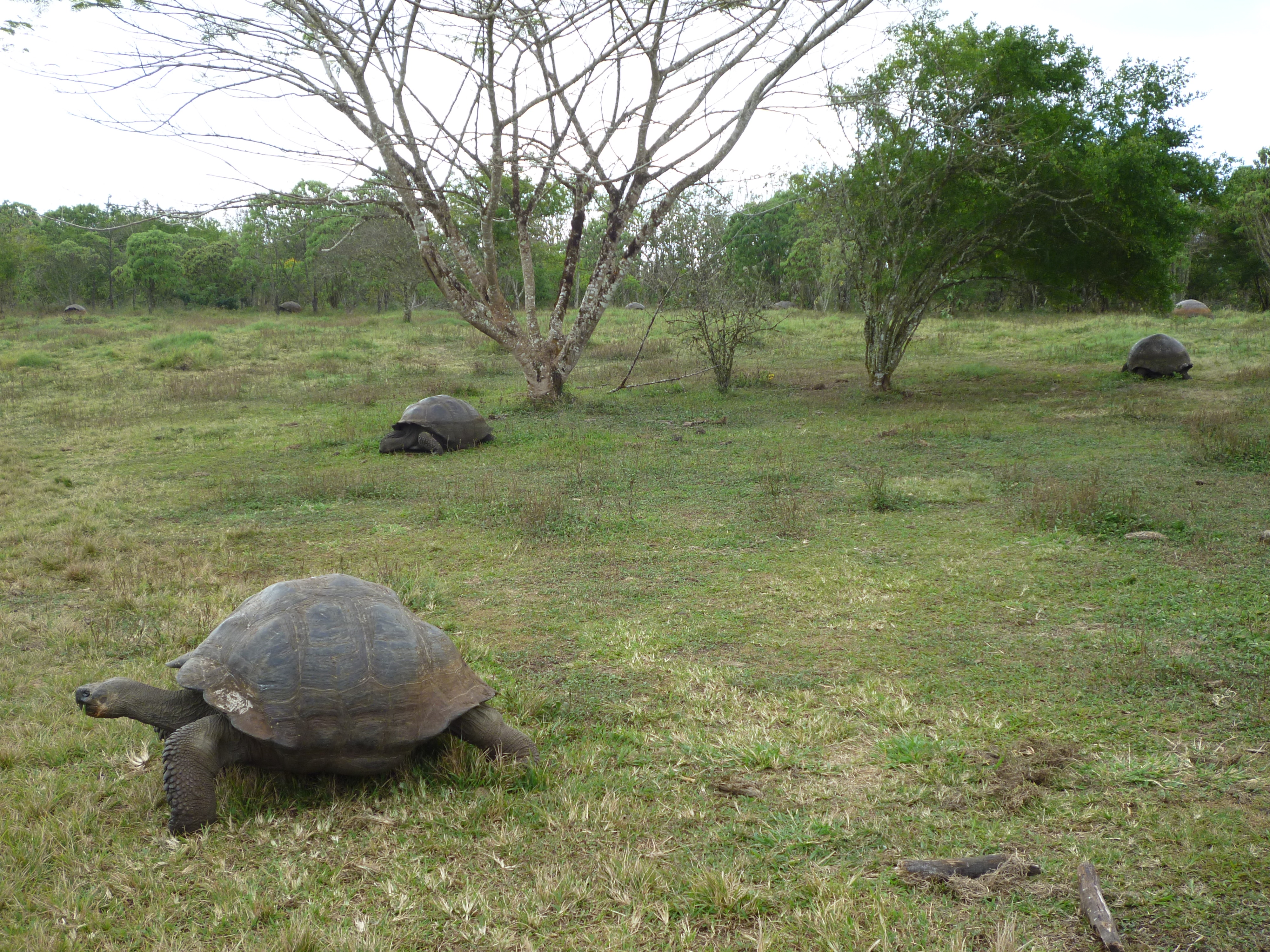
갈라파고스_제도
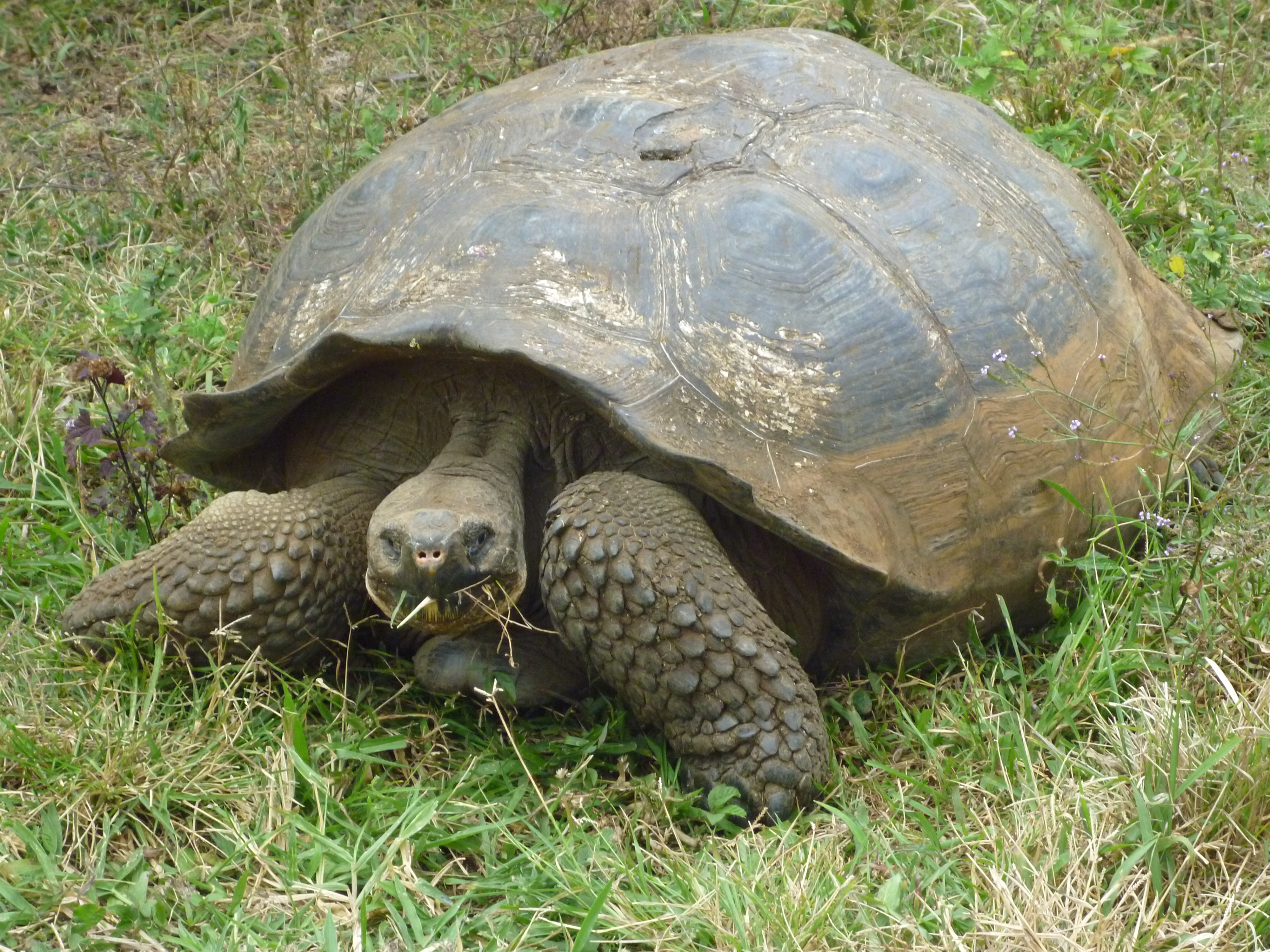
갈라파고스_제도
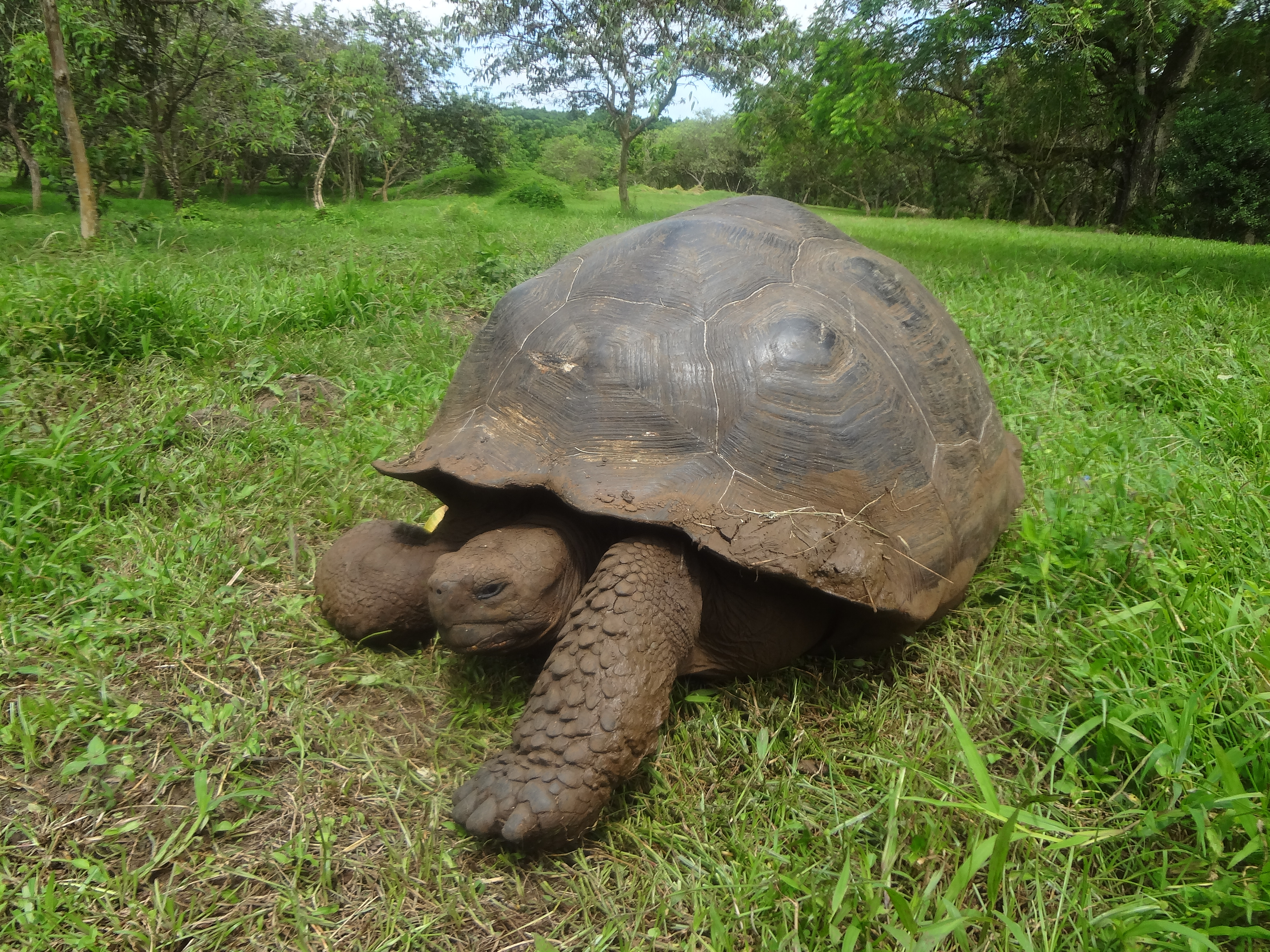
(갈라파고스땅거북 (Chelonoidis nigra) El Chato Reserve, Santa Cruz Galapagos
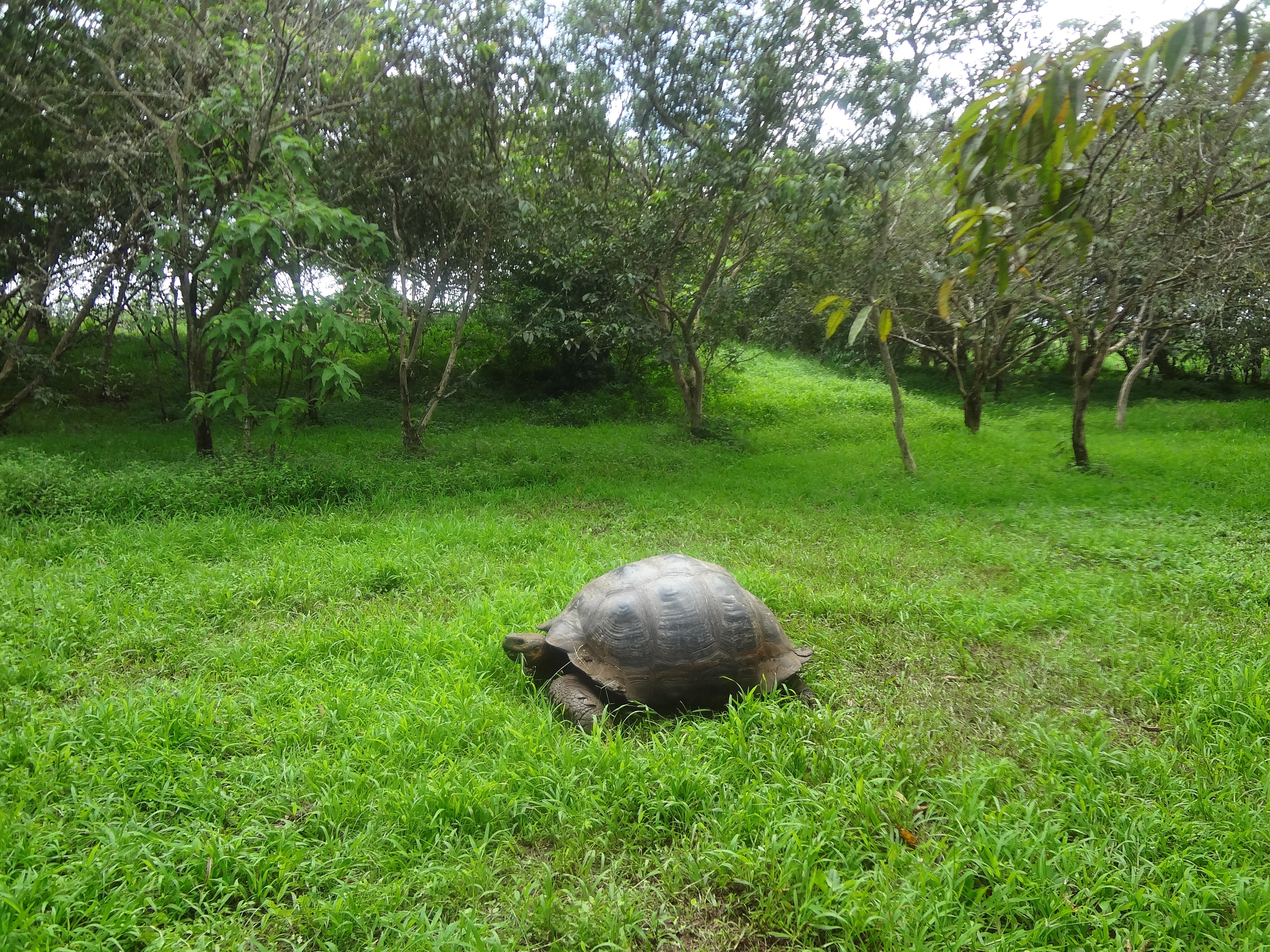
갈라파고스땅거북
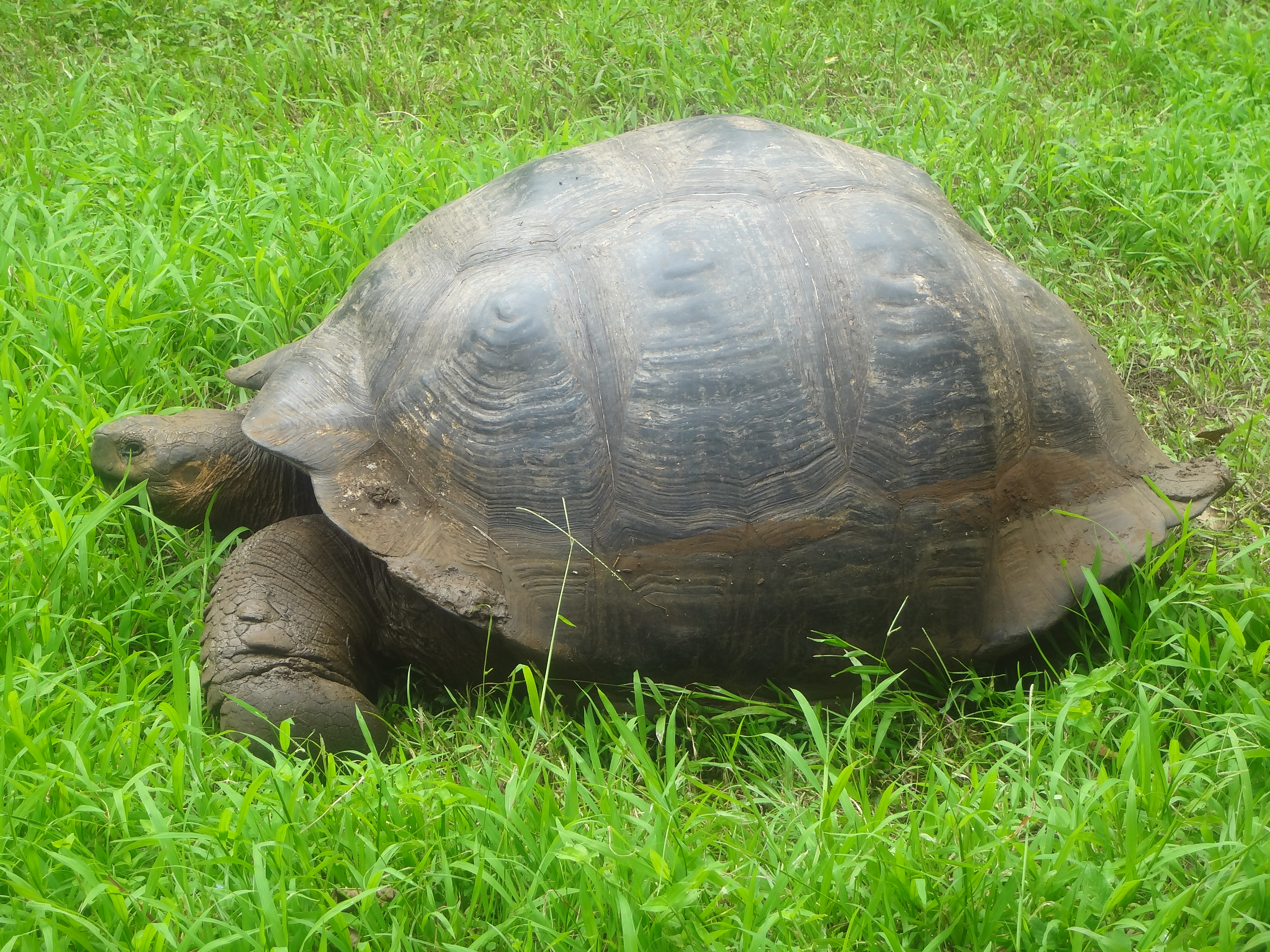
갈라파고스땅거북
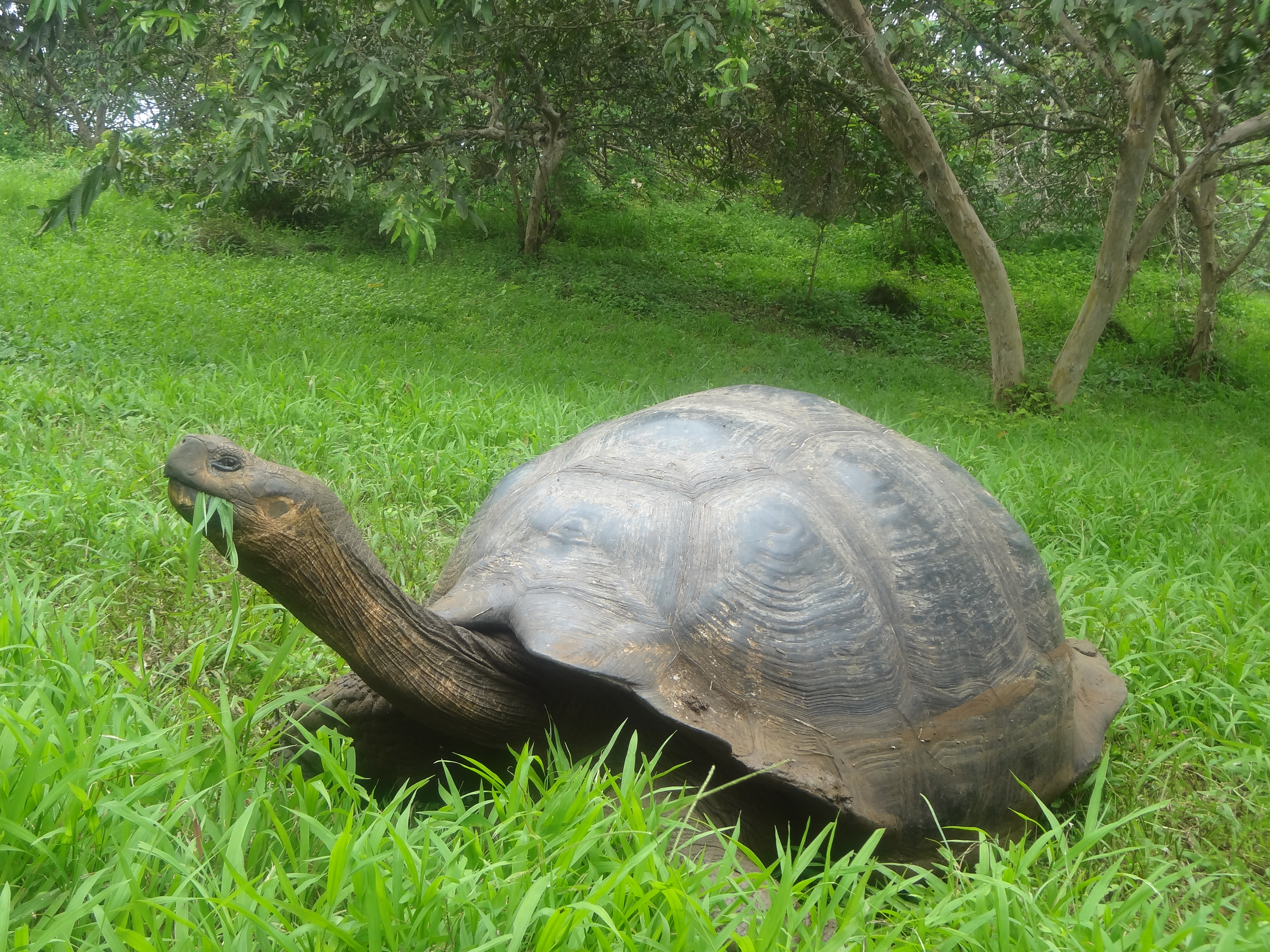
갈라파고스땅거북
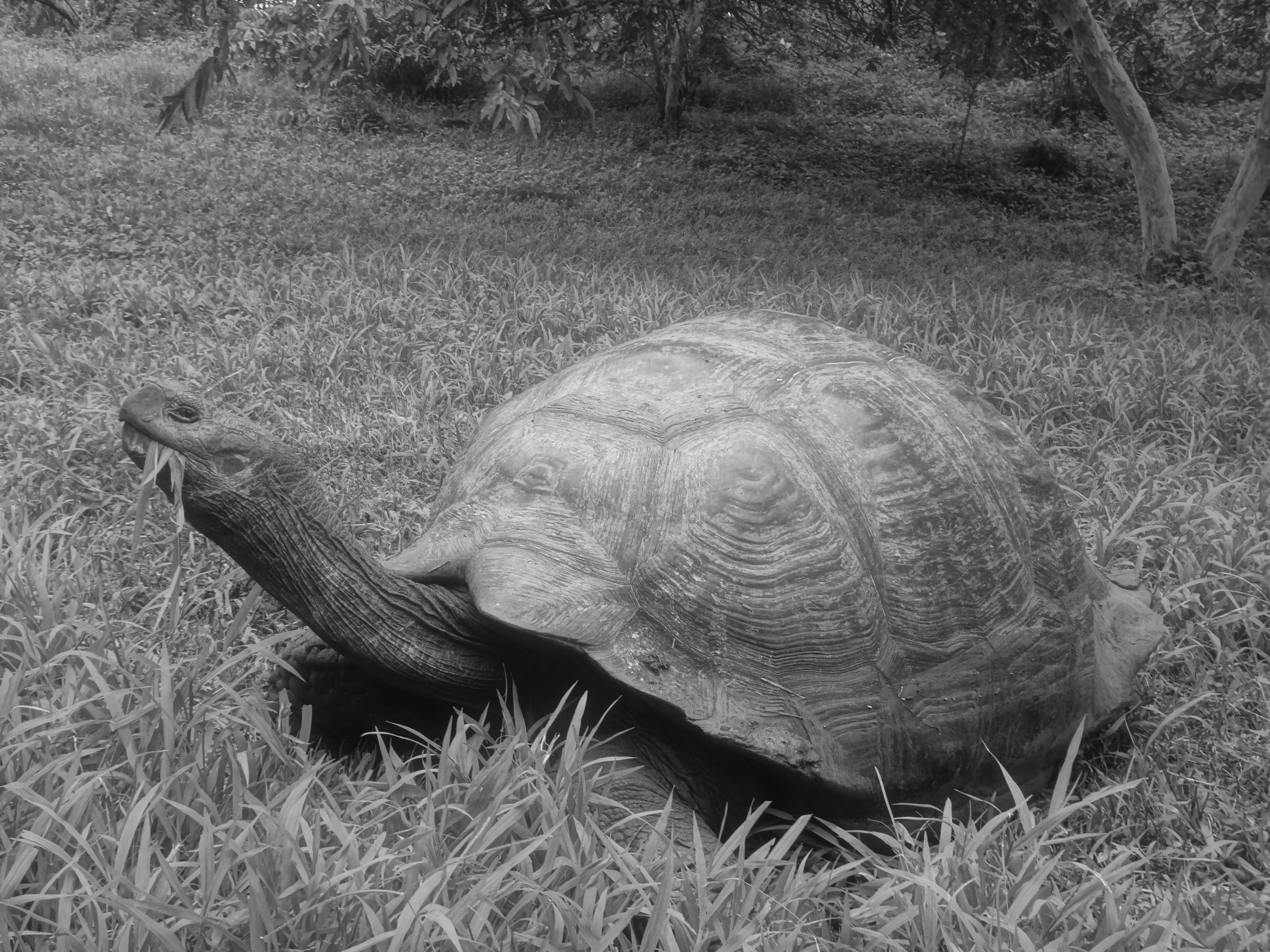
갈라파고스땅거북
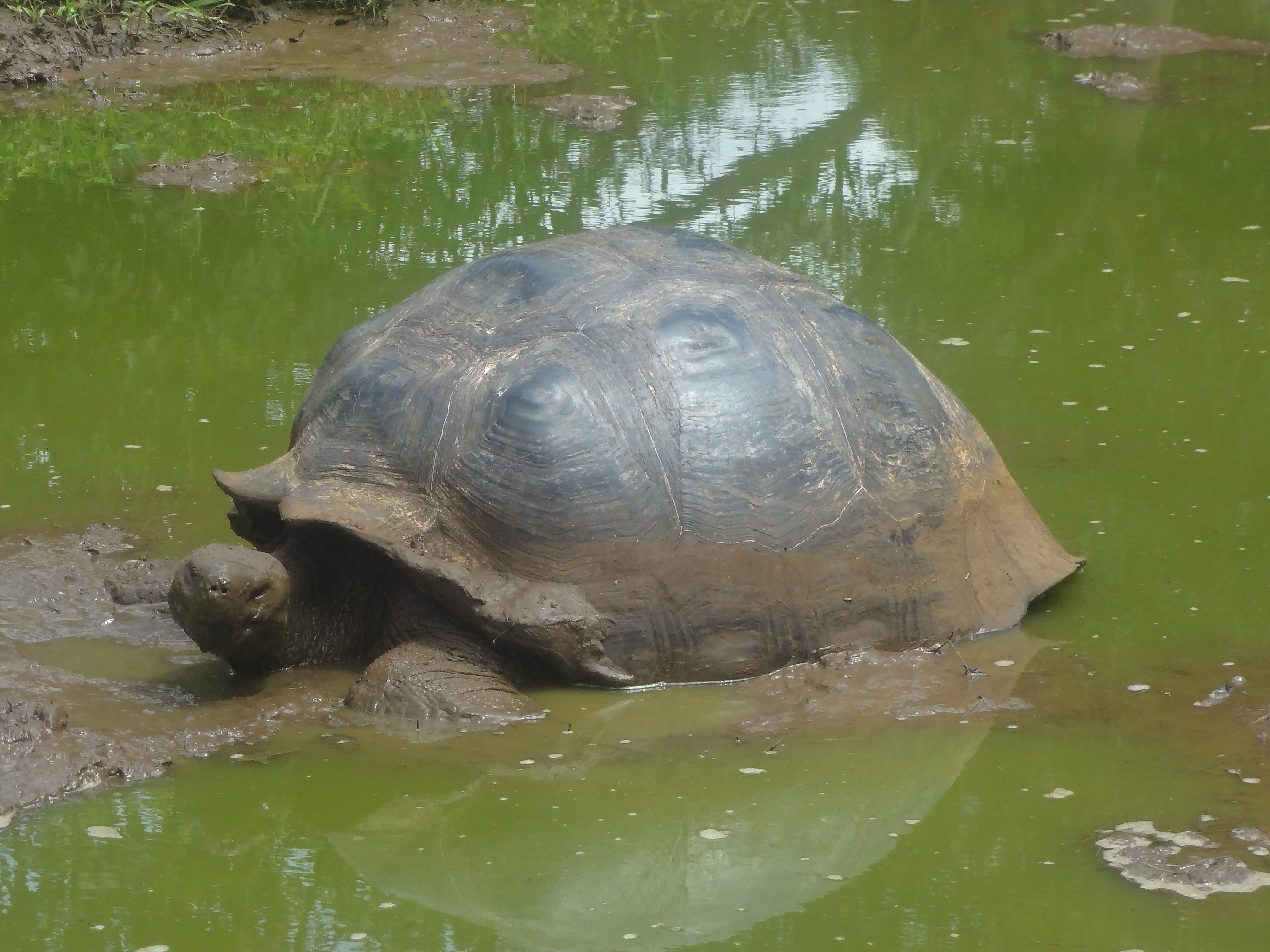
갈라파고스땅거북
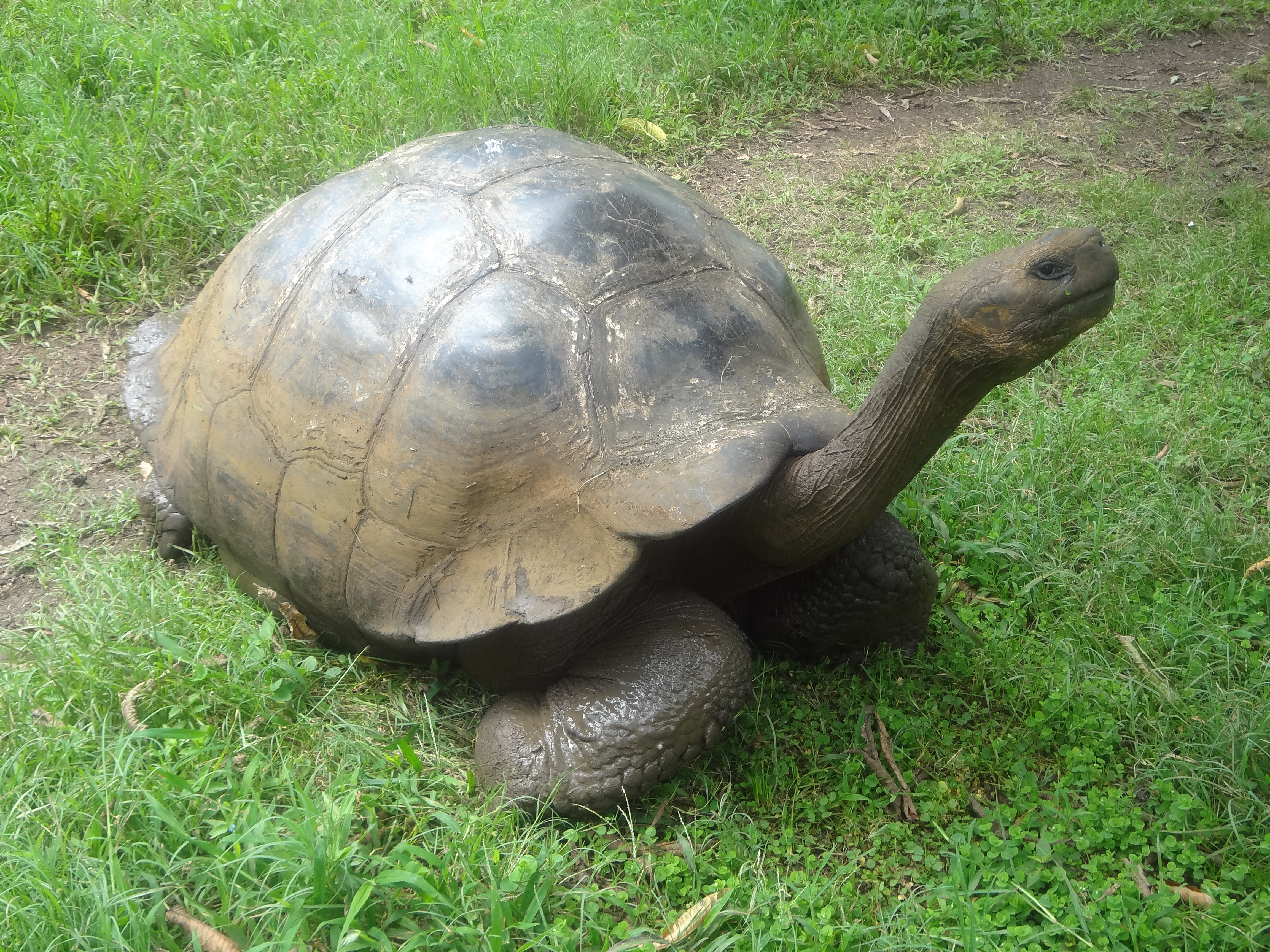
갈라파고스땅거북
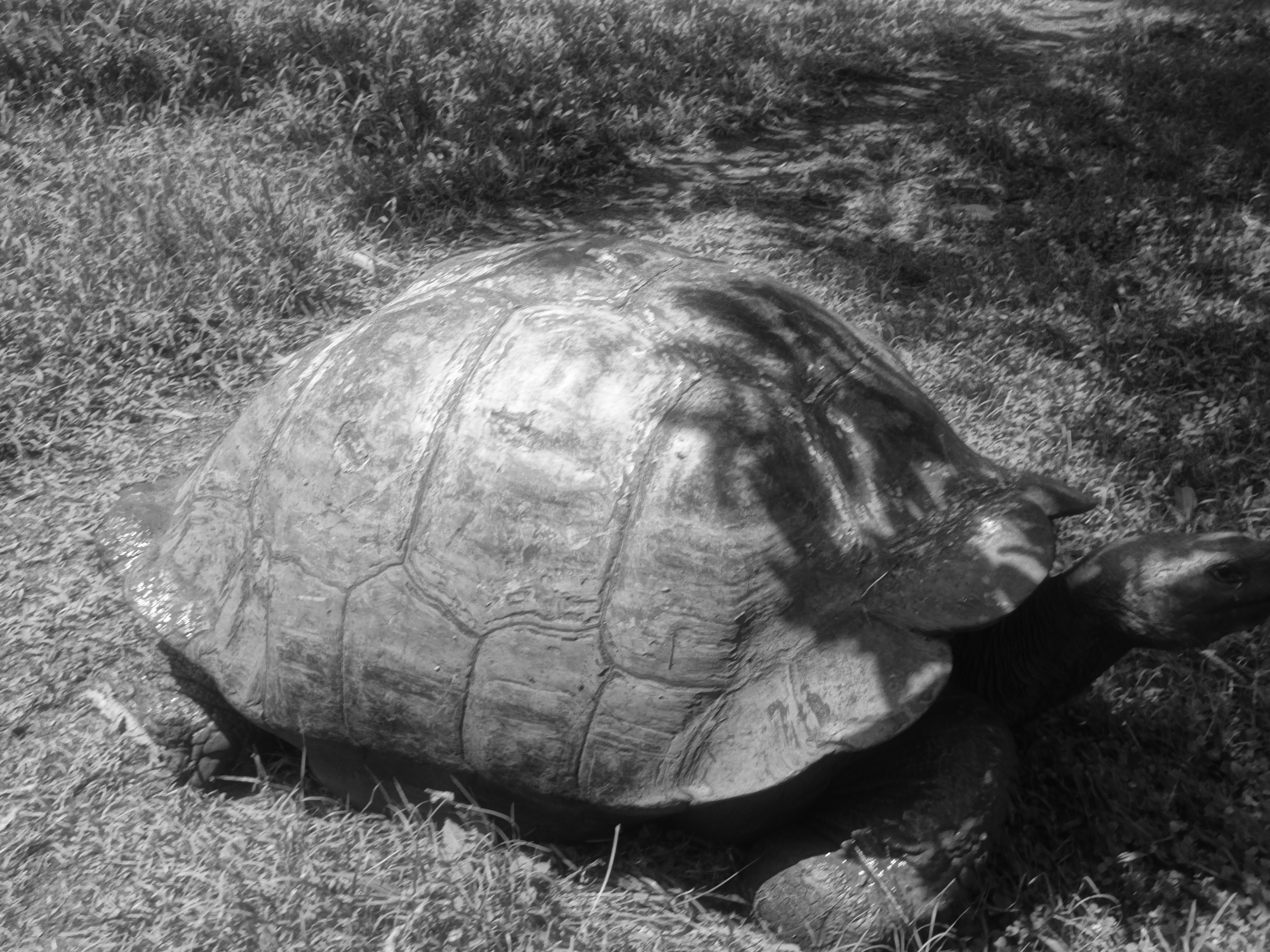
갈라파고스땅거북
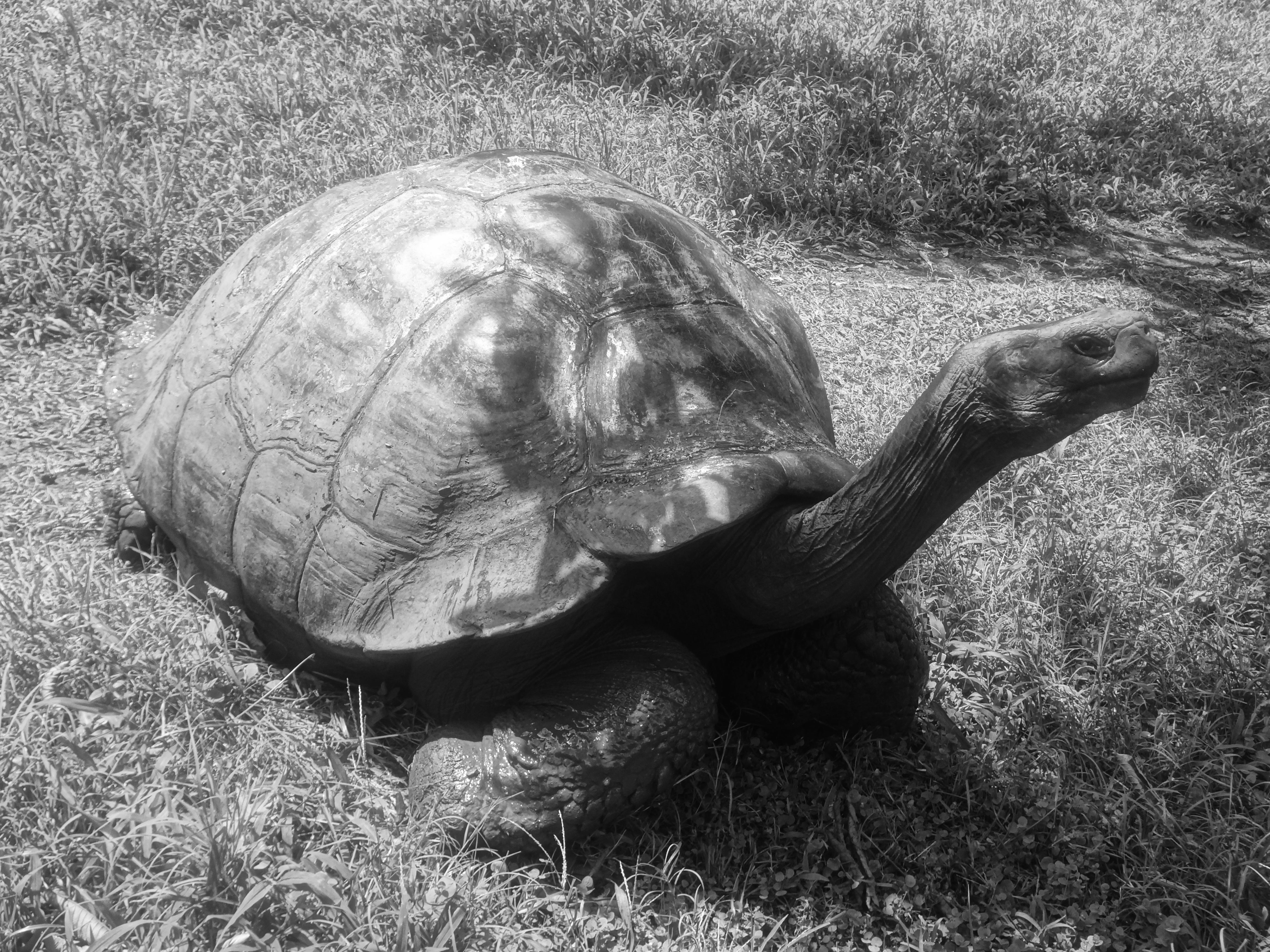
갈라파고스땅거북
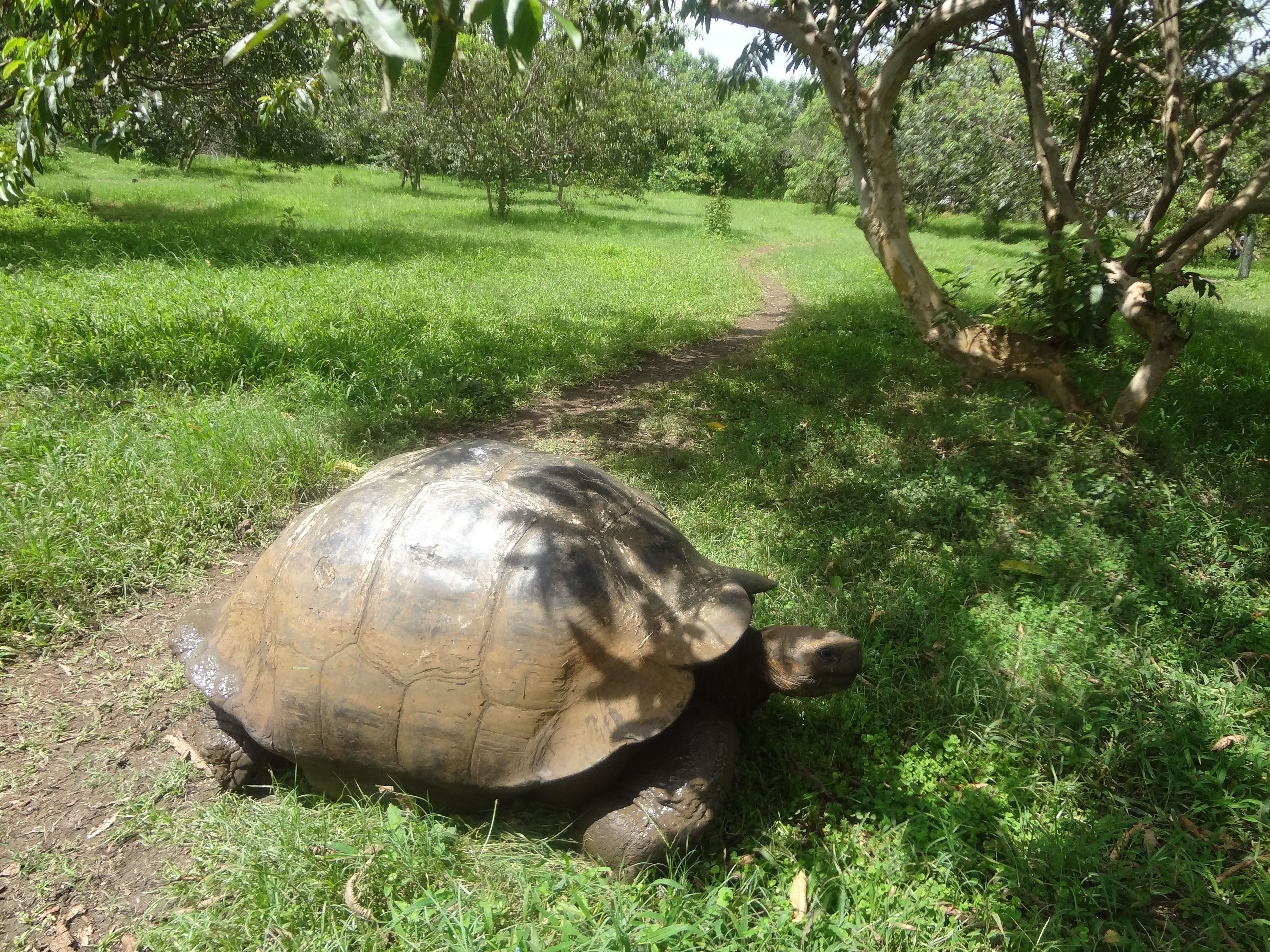
갈라파고스땅거북
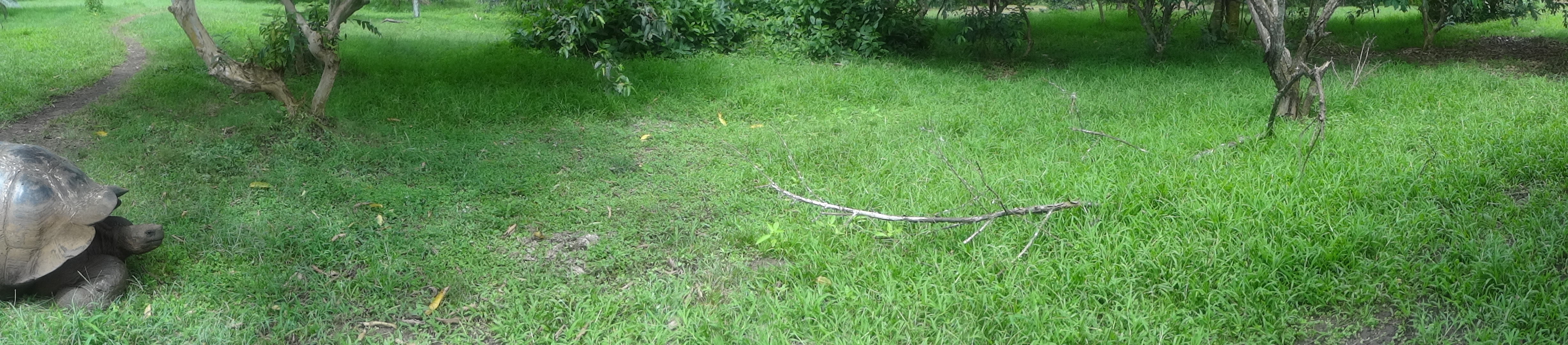
갈라파고스땅거북
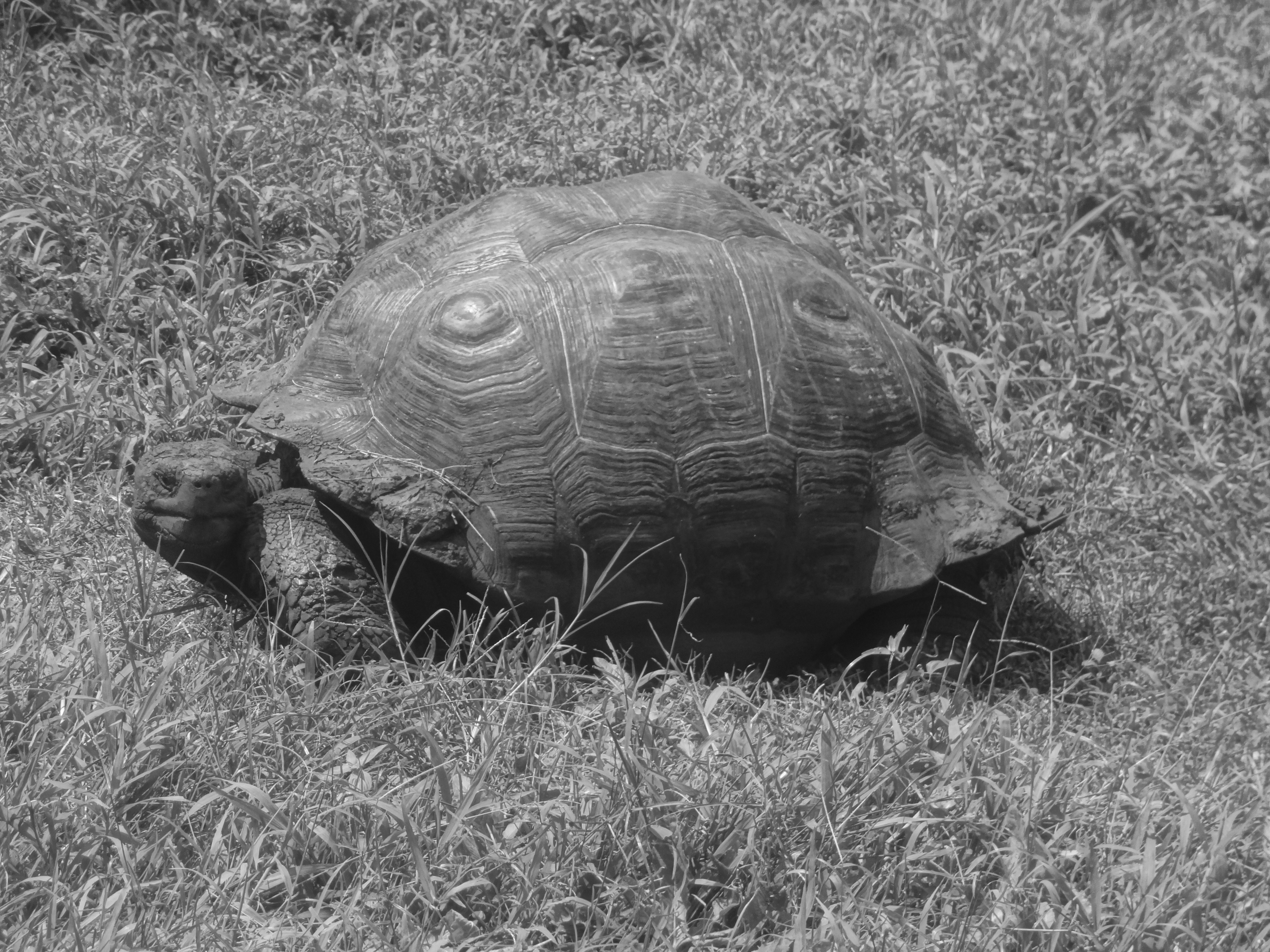
갈라파고스땅거북
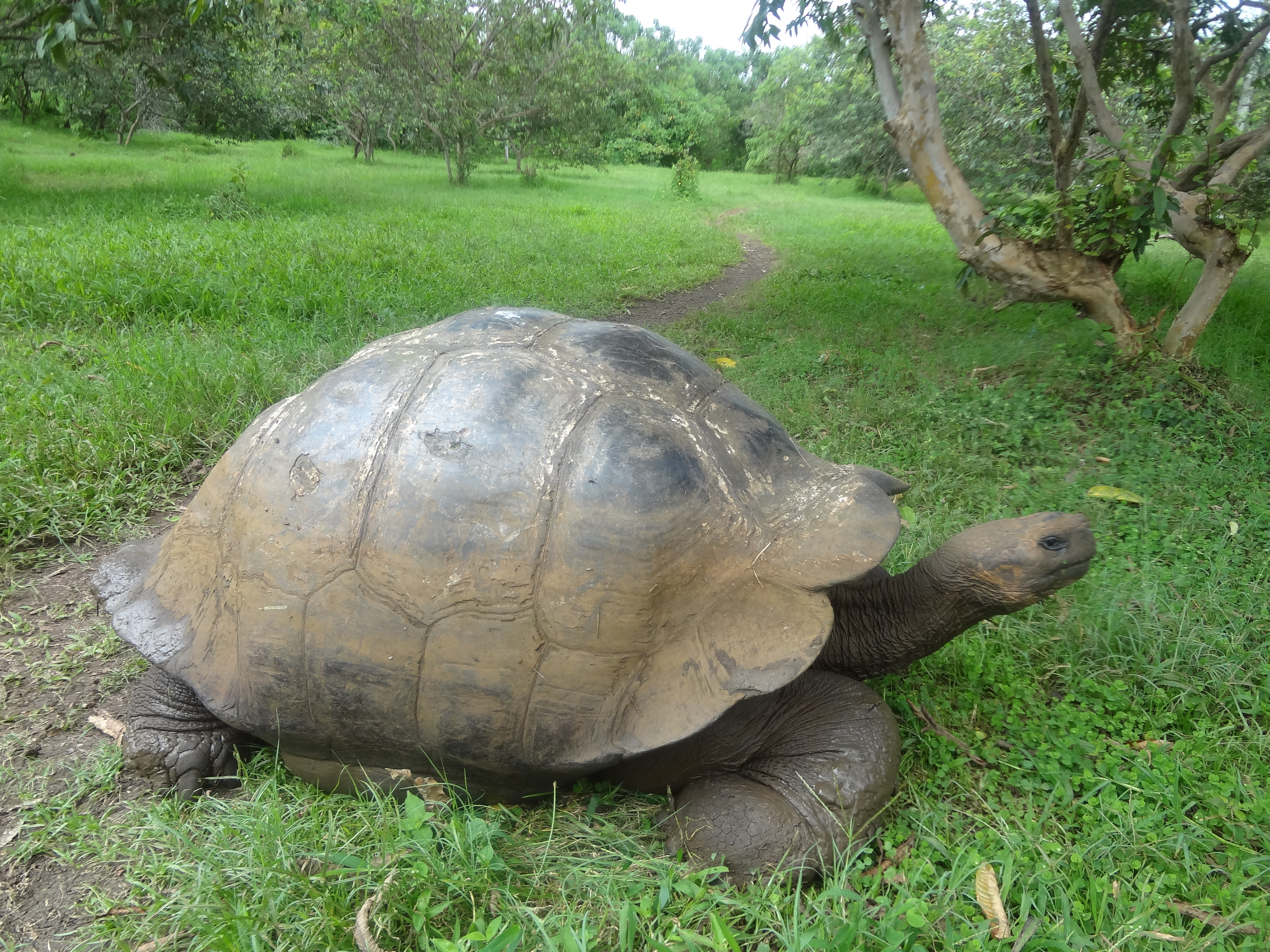
갈라파고스땅거북
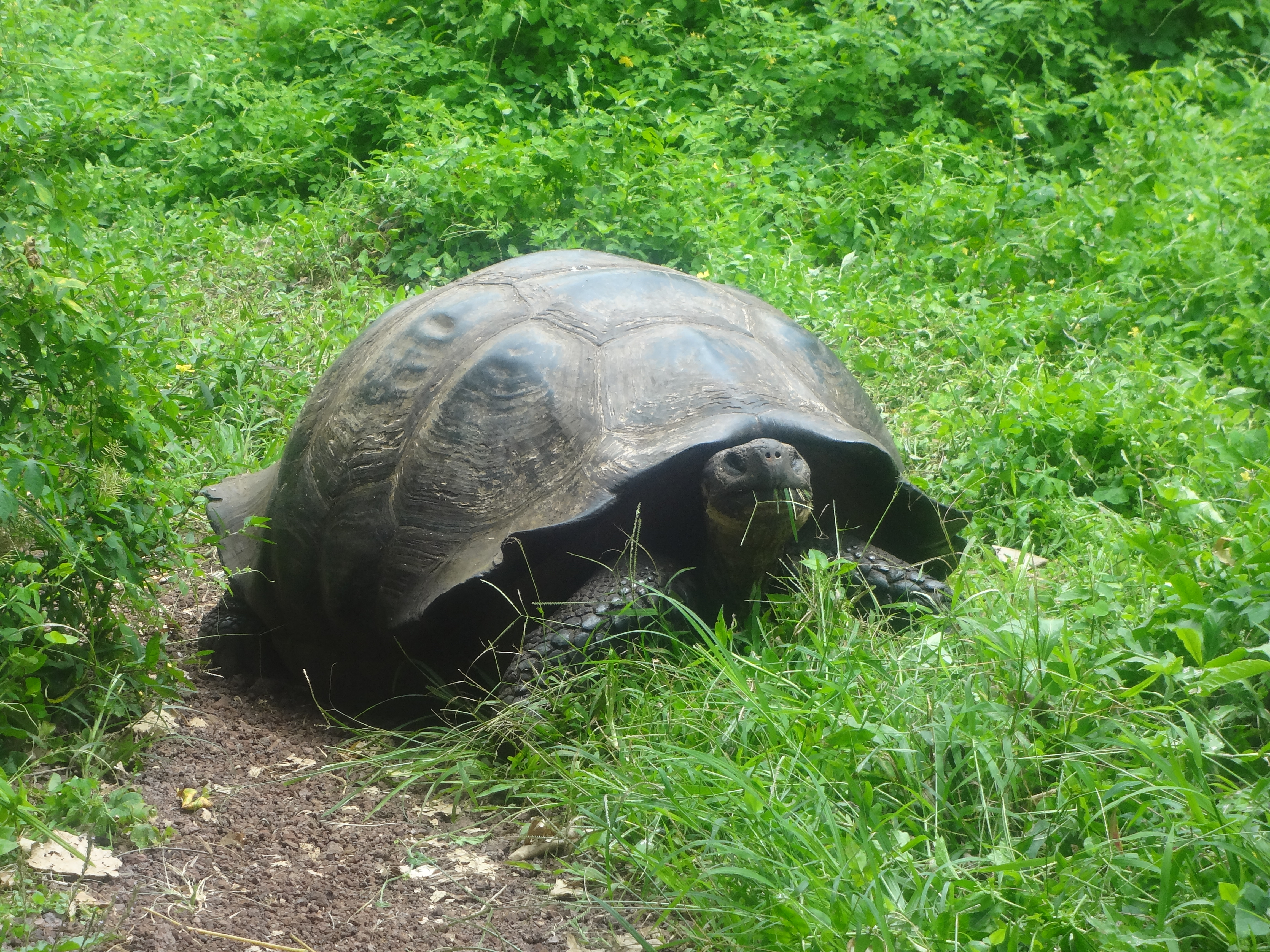
갈라파고스땅거북
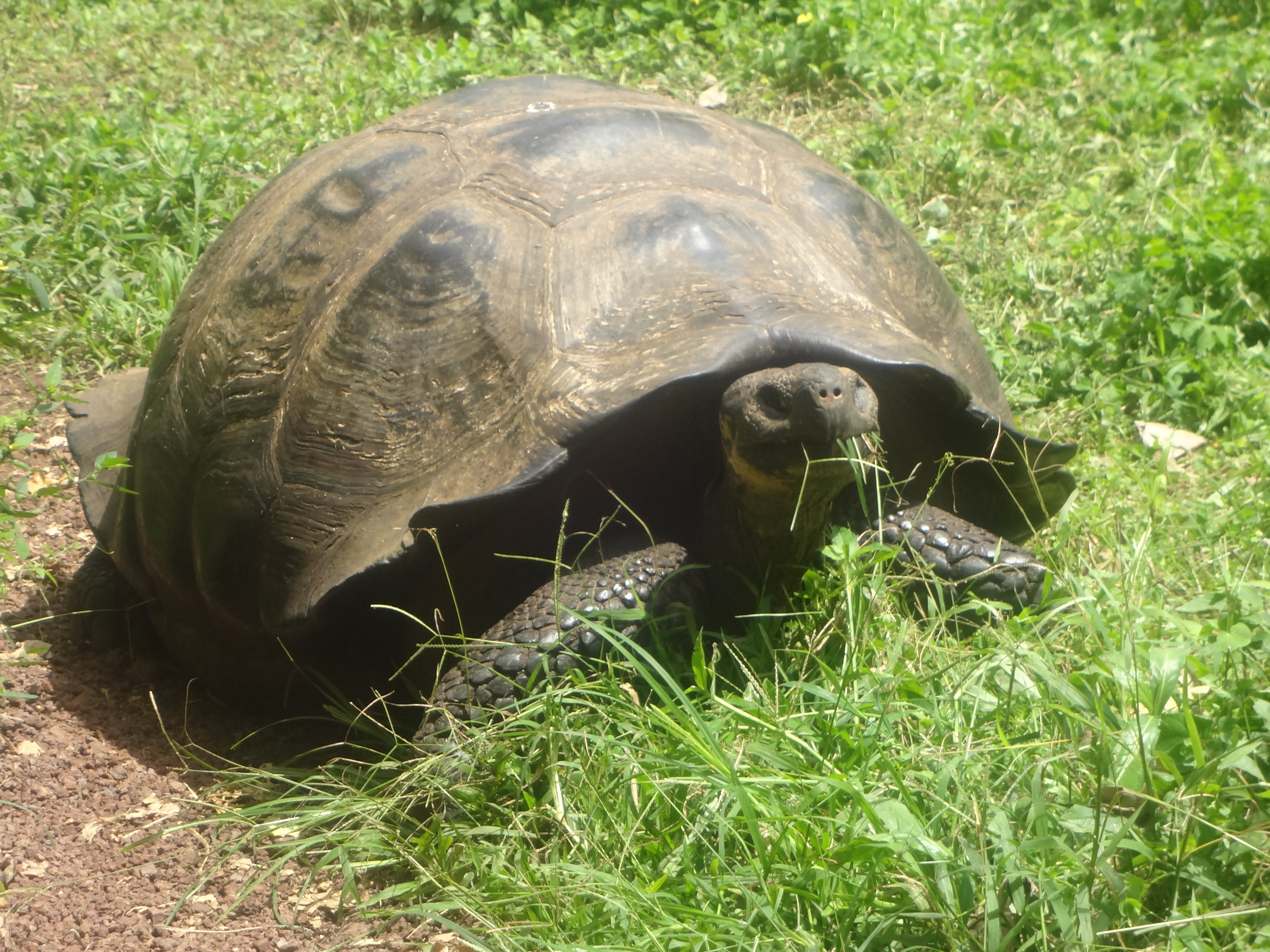
갈라파고스땅거북
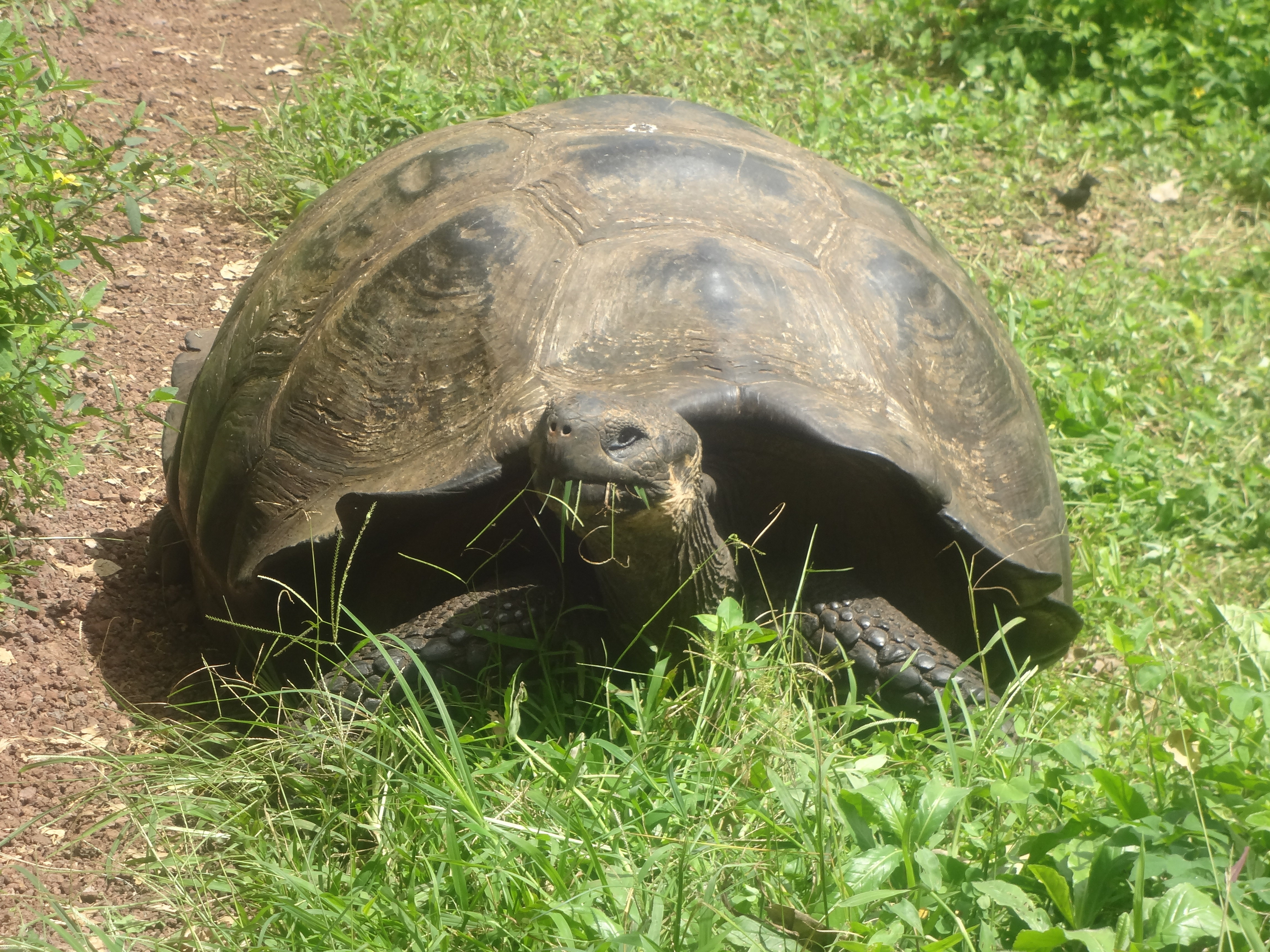
갈라파고스땅거북
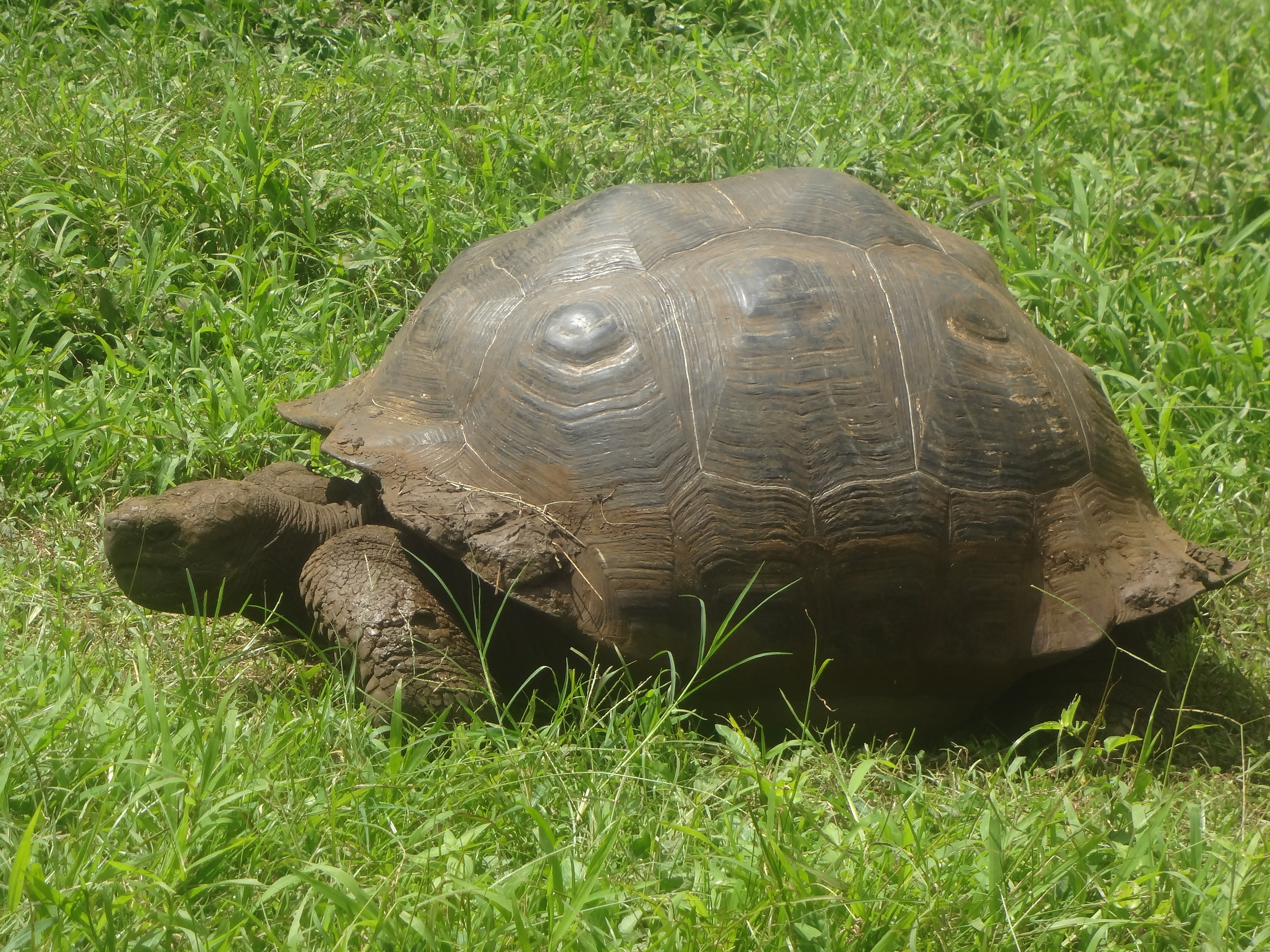
갈라파고스땅거북
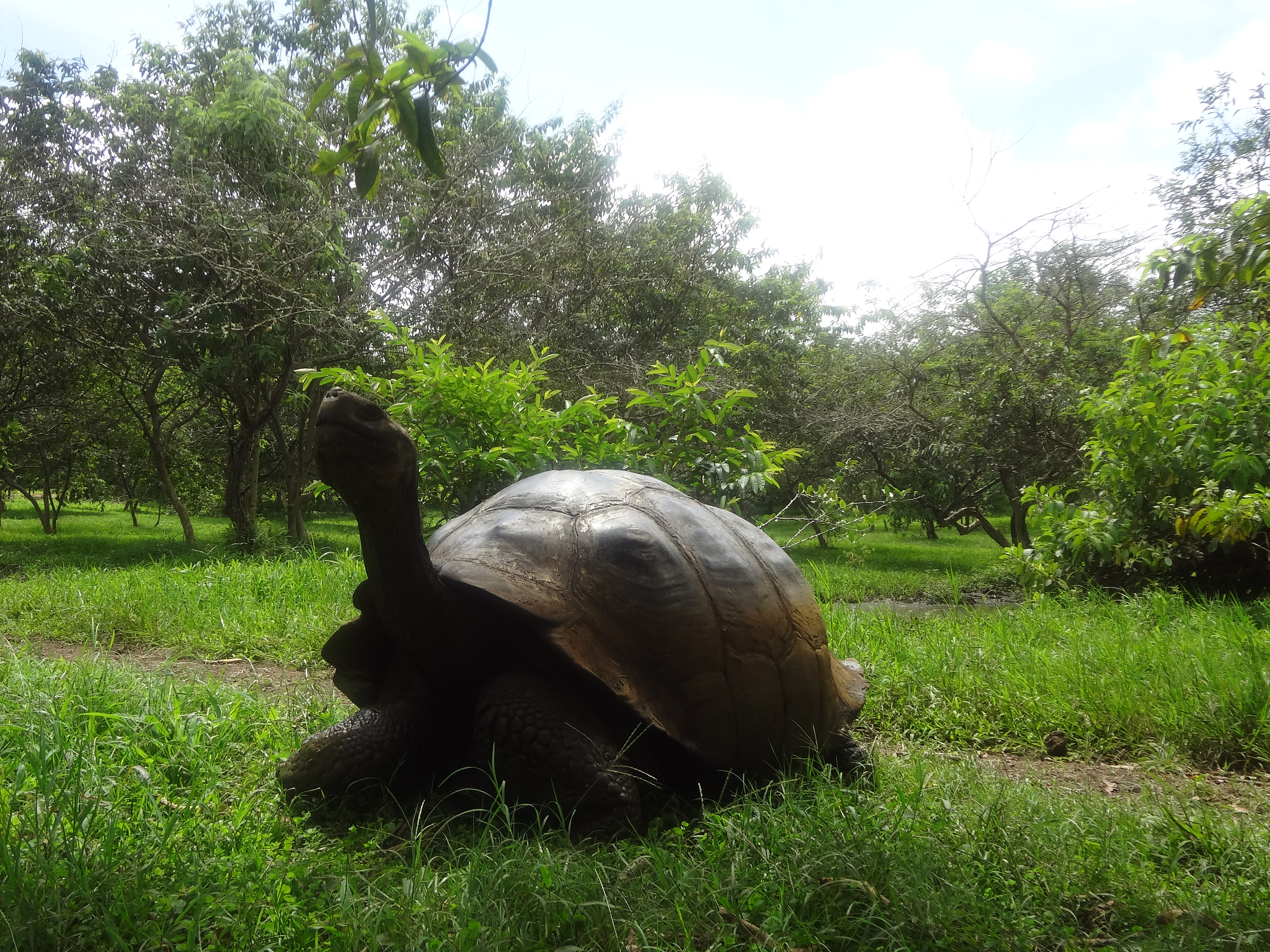
갈라파고스땅거북
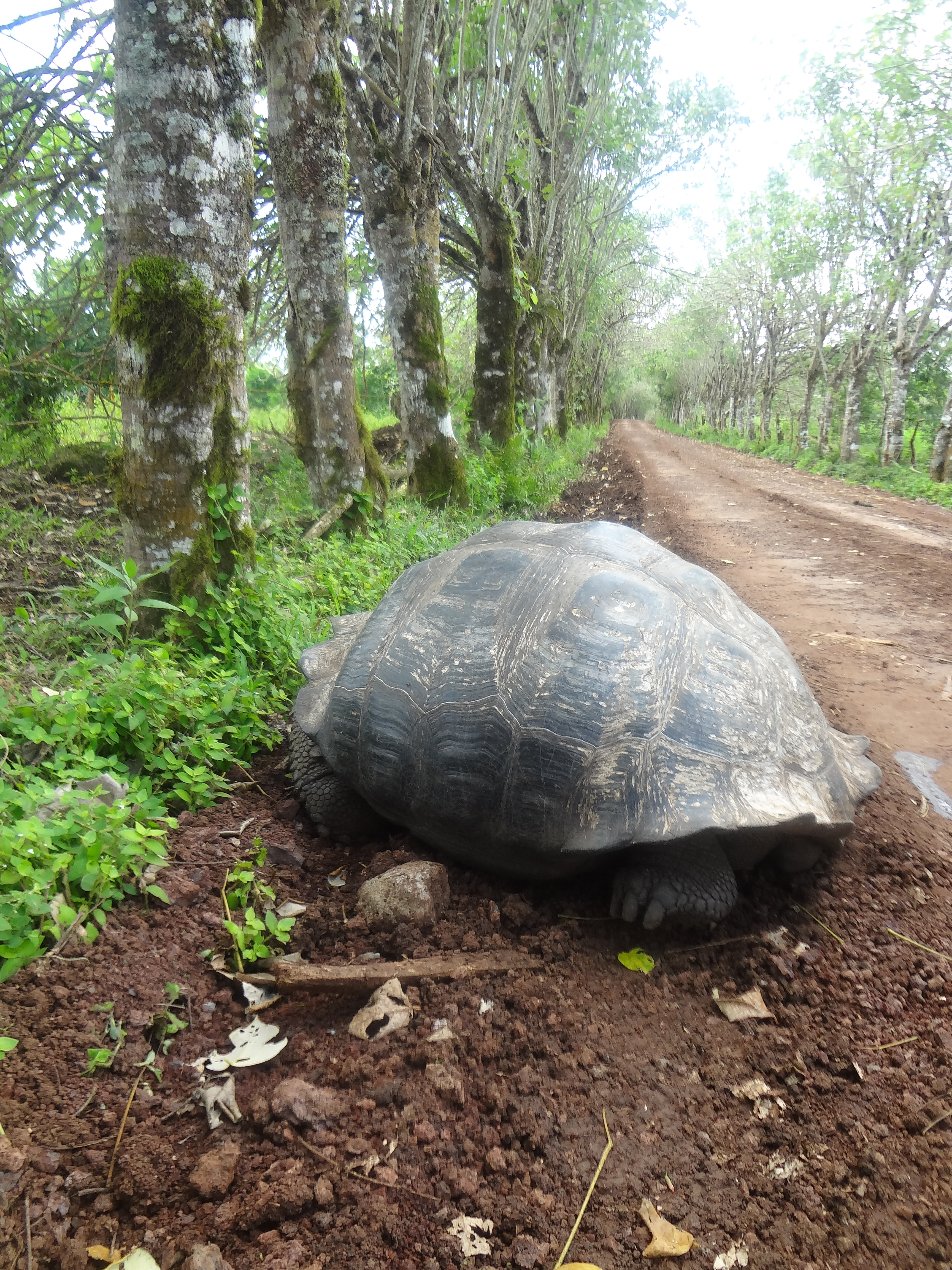
갈라파고스땅거북
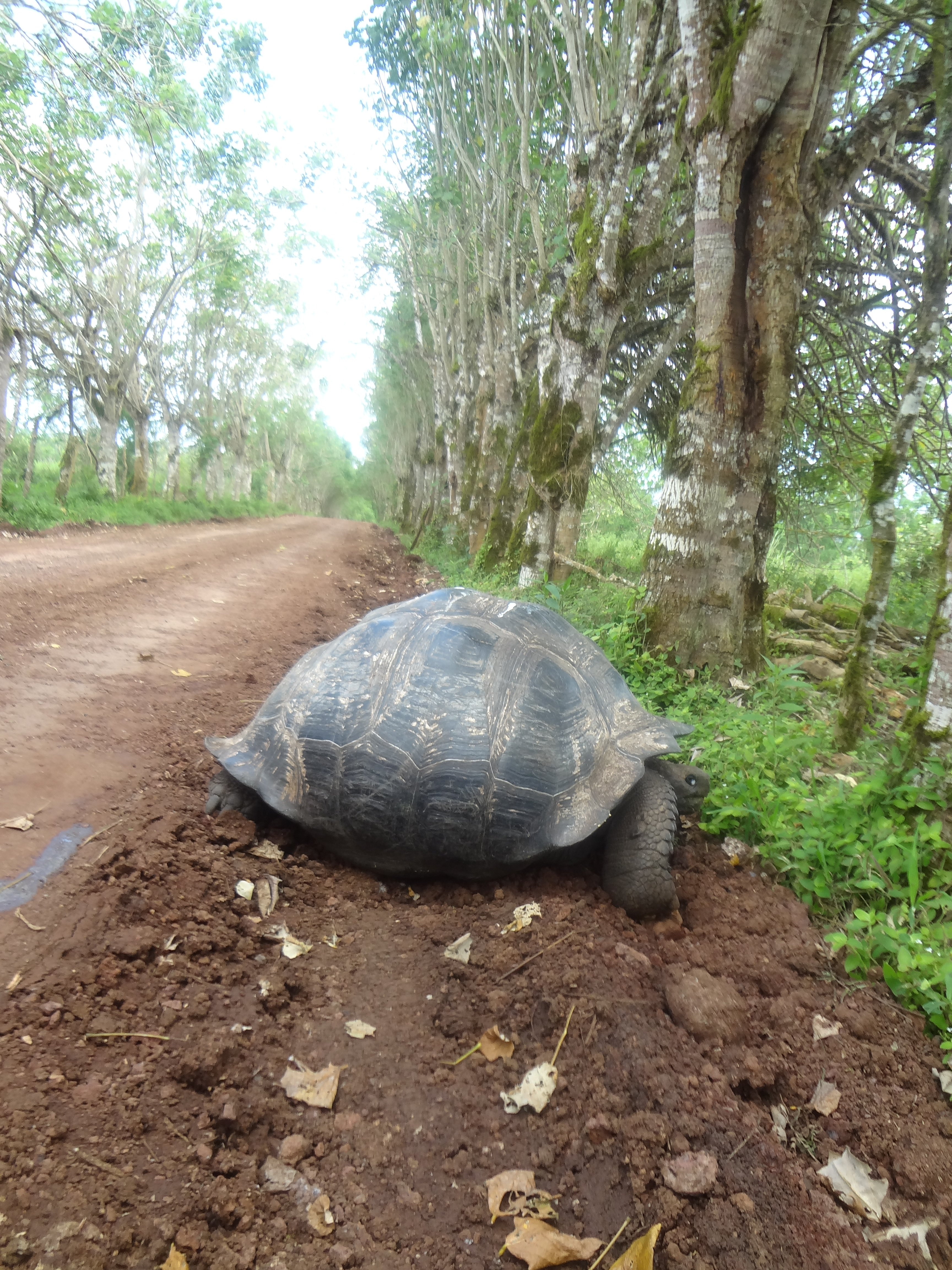
갈라파고스땅거북
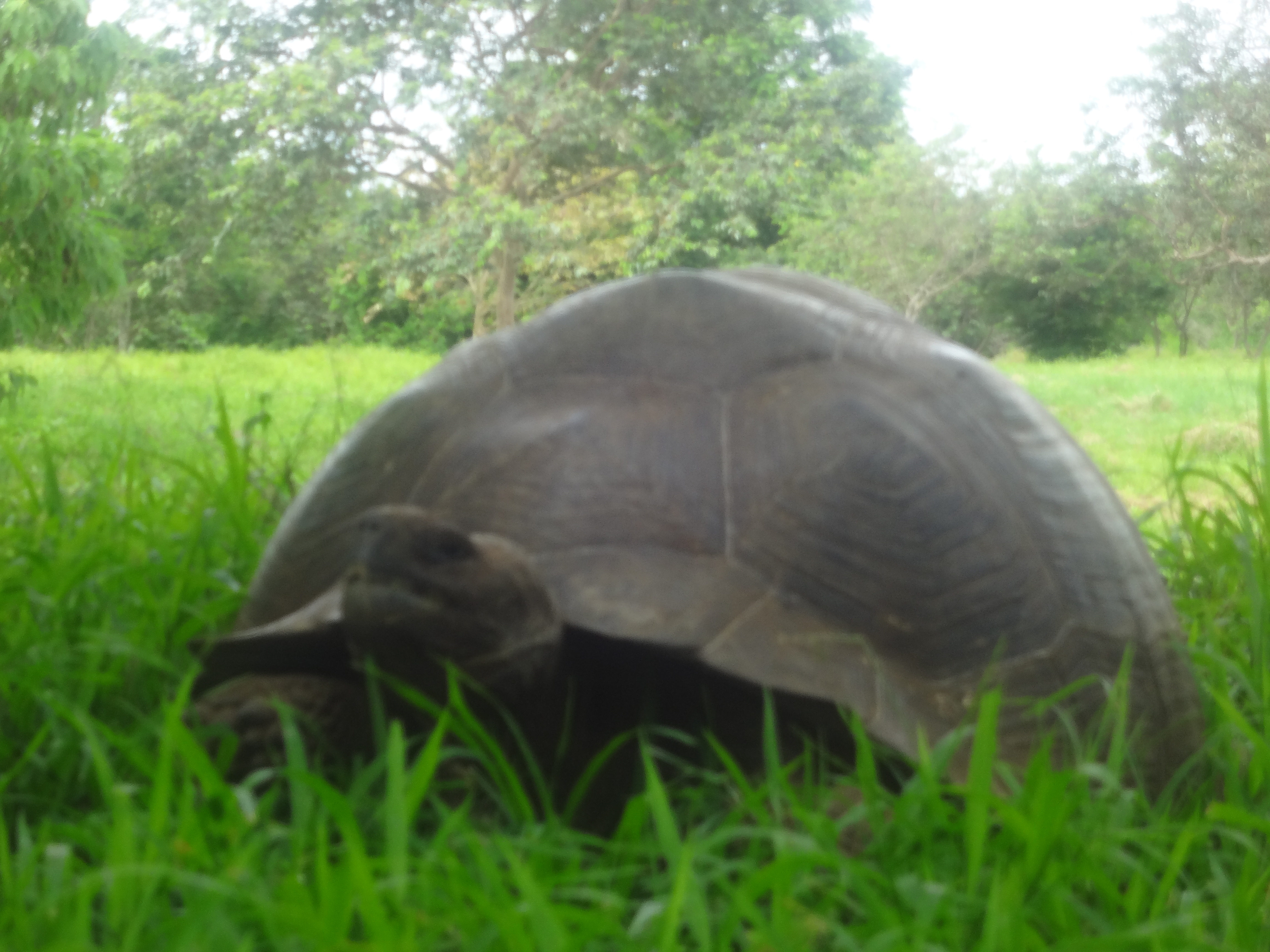
갈라파고스땅거북
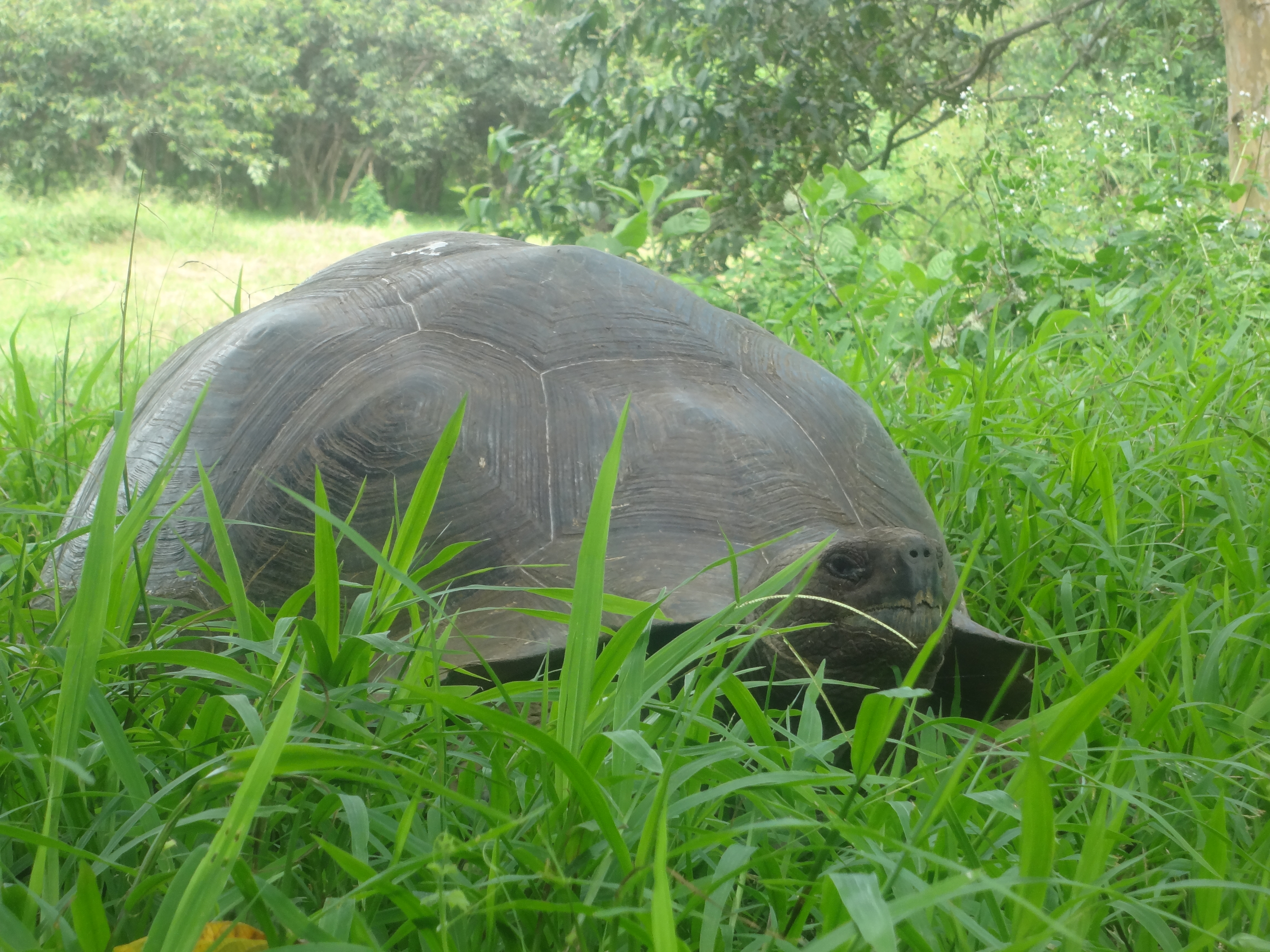
갈라파고스땅거북
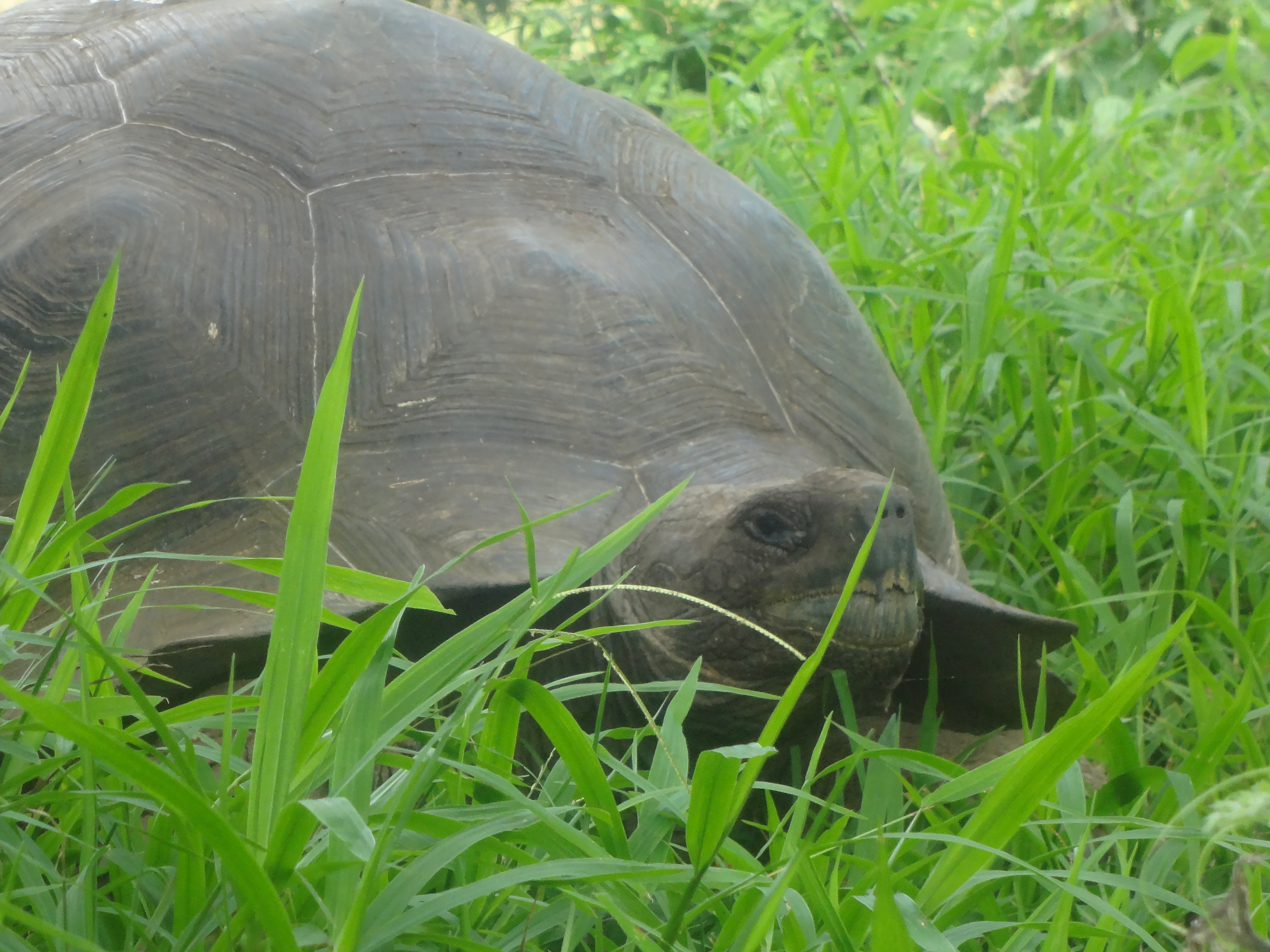
갈라파고스땅거북
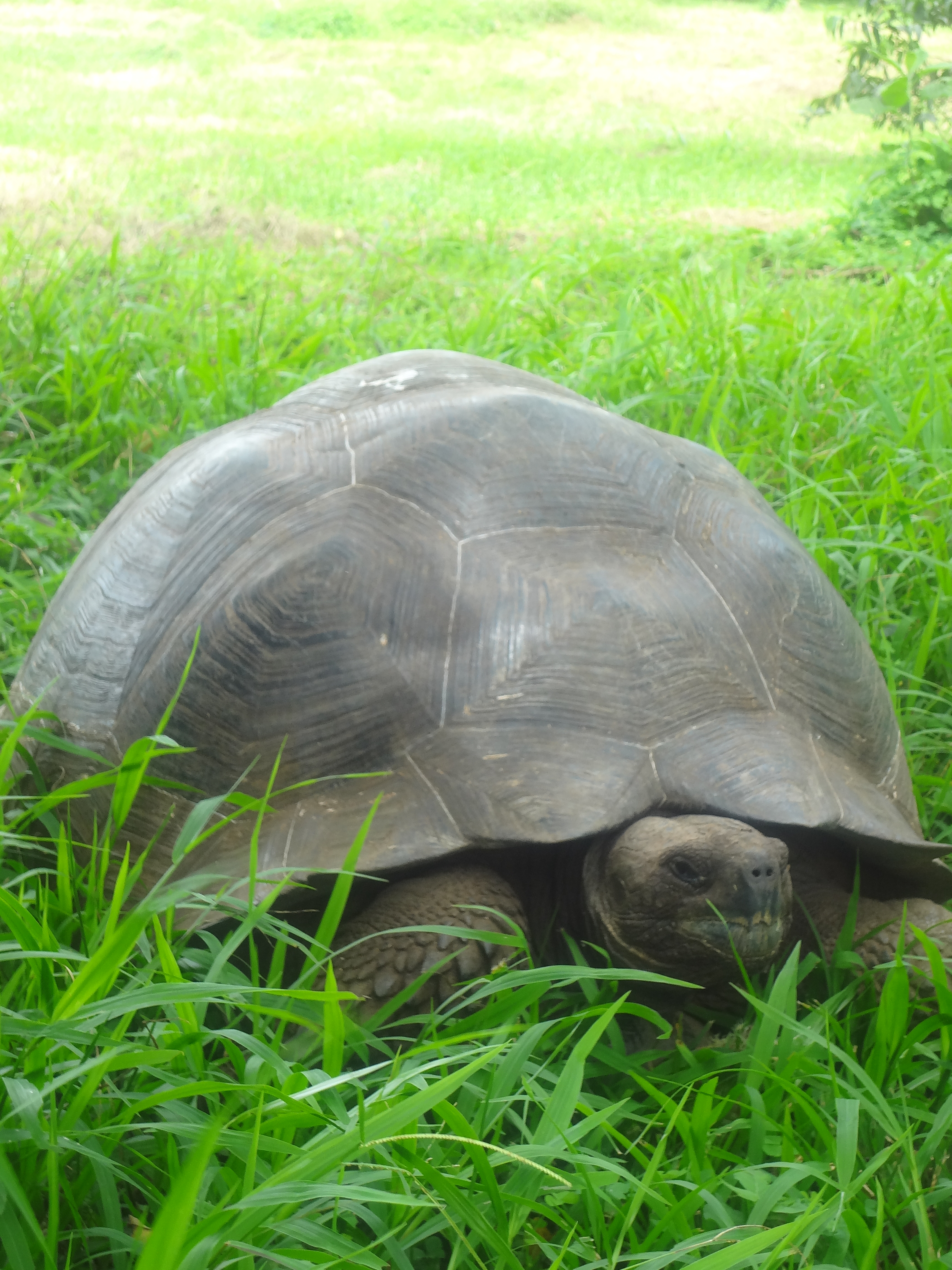
갈라파고스땅거북